# 和泉市
和泉市（いずみし）は、大阪府の泉北地域に位置する市。
面積は84.9 km²、人口は約18万6千人。
オイルショック後から大阪都心のベッドタウンとして開発が進み、かつては人口増加率で大阪府下1位を記録するなど、宅地造成が活発に行われていた。よって市では、新しい道路や施設の整備、企業誘致や観光振興など、様々なサービス改善に力を入れている。
2012年には、「ココロ トリコ イズミ」をキャッチフレーズとして採択。都市環境と豊かな自然が調和した「トカイナカ」のシティプロモーションを行っている。また2014年度には、東洋経済新報社「都市成長力ランキング」にて全国第4位となった。

## 地理

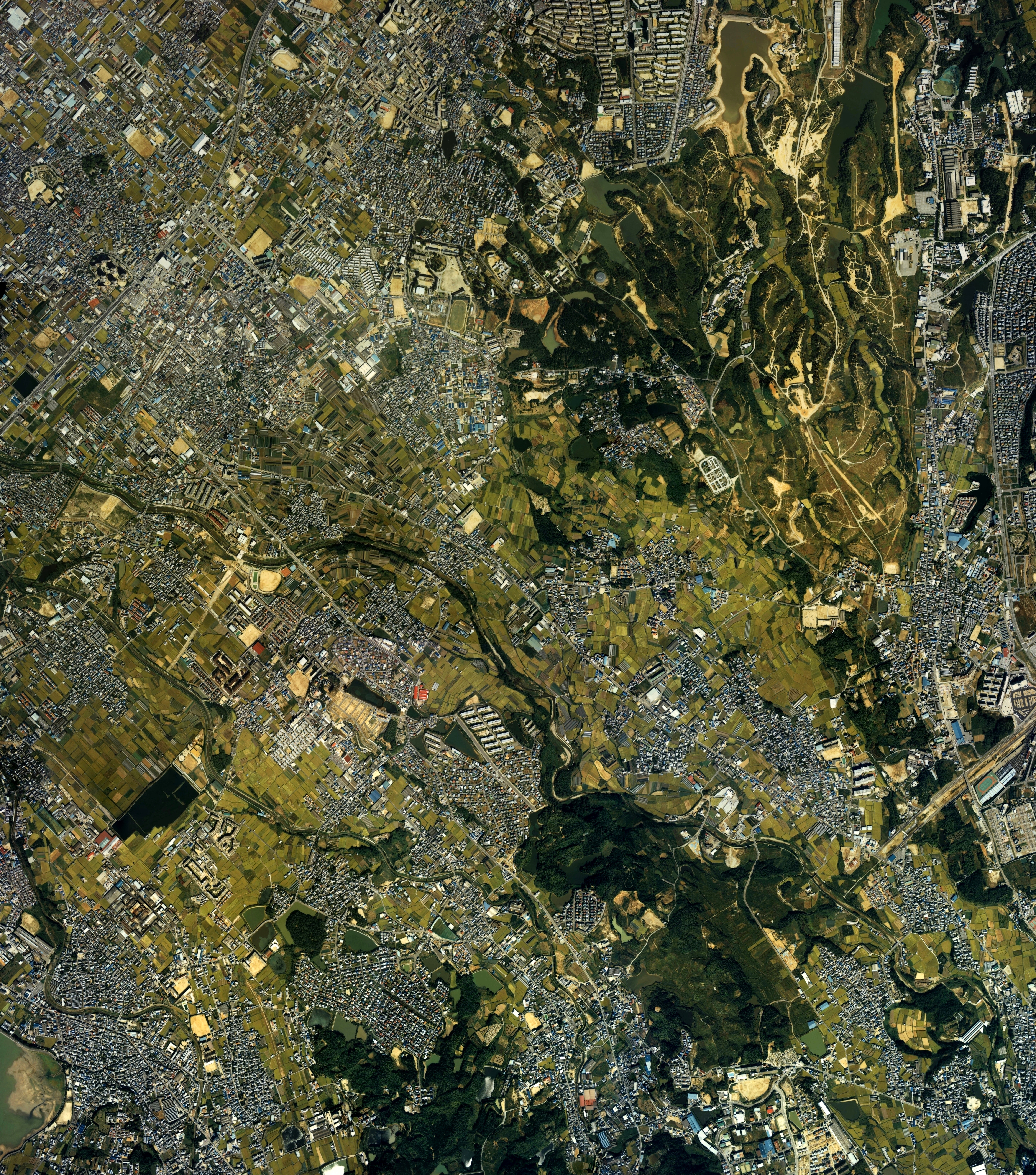
1985年撮影の和泉市中心部周辺の空中写真。
画像左上部付近が和泉府中地区。画像右下部一帯が造成工事以前のトリヴェール和泉付近。1985年撮影の12枚を合成作成。。

### 地勢
大阪の都心から約25km、関西国際空港からは約20kmの大阪府南西部に位置し、南北に細長い市域（東西6.9 km、南北18.8 km）を形成している。市の総面積は、大阪府下の市としては高槻市に次いで5番目に広い。地形は南東から北西方向に低くなり、南部には和泉山脈が連なり、中部と北部に丘陵が伸び、北西部に平地が広がっている（海抜9.2m - 885.7m）。
和泉市では、長年に渡り、広報紙や公式サイトなどで市の面積を84.99km²と公表してきたが、国土地理院から市の最新の面積が公表され、2008年（平成20年）4月1日から、それまでより0.01 km²少ない84.98 km²となった。ただし、行政境界の変更等ではなく、最新の測量技術による再測定により生じた結果だという。
- 山：槇尾山、三国山、信太山
- 河川：槇尾川、松尾川
- 池：光明池

また、和泉市は泉州の市では唯一、大阪湾に面していない内陸の市である。沿岸部に発達した都市が、山手の農村部を編入する傾向が強い泉州地域の自治体においては異例とも言える。これは、国府や伯太藩の影響から、山手としては比較的大きな集落が形成されていたことに一因があると考えられている。概ね国道26号（第二阪和国道）より大阪湾側の地域は、高石市、泉大津市、泉北郡忠岡町となっている。

### 隣接している自治体
※括弧内は行政区を示す
大阪府
- 堺市（西区・南区）
- 岸和田市
- 河内長野市
- 高石市
- 泉大津市
- 泉北郡忠岡町

和歌山県
- 伊都郡かつらぎ町

## 自然
信太山丘陵
大阪府下には良好な湿地はもはやほとんど残されていないが、近世まで聖神社の神域として、明治以降も一部を除くほとんどが官有地として利用・管理されてきた信太山丘陵には、大小多数の池沼とそれらをとりまく湿地群があり、貴重な自然や生態系が残っている。大阪大都市圏の市街地に隣接しながら、絶滅危惧種のサギソウやトキソウが咲き、猛禽類のミサゴやノスリなども観察できる市内でも最も貴重な一帯となっている。また、古くから人々の暮らしと深く関わってきたところとして子供から大人まで親しんできたエリアである。
平安時代、清少納言が「もりは信太の山」（「枕草子」）とたたえ、多くの歌人たちが和歌に詠んだ信太の森は信太山丘陵の北部を中心に広がっていたと考えられ、その面影は、現在も聖神社や信太森葛葉稲荷神社の森にうかがうことができ、特に近畿を北限とするシリブカガシが我が国最大規模の純林を誇っており、古代のこの地方の森林の姿をよくとどめていると考えられている。
確認されている希少種など（植物）
- サギソウ（ラン科）絶滅危惧II類
- トキソウ（ラン科）絶滅危惧I類
- カキラン（ラン科）
- ミミカキクサ（タヌキモ科）
- ホザキのミミカキクサ（タヌキモ科）
- キセルアザミ（キク科）
- モウセンゴケ（モウセンゴケ科）準絶滅危惧
- コモウセンゴケ（モウセンゴケ科）準絶滅危惧
- ウメバチソウ（ユキノシタ科）要注目種
- イシモチソウ（モウセンゴケ科）絶滅危惧II類
- コバナワレモコウ（バラ科）絶滅危惧I類

カテゴリーは「大阪府における保護上重要な野生生物」（2002年）による
この和泉市においては、山麓部や丘陵部でイノシシやタヌキなどの生息が確認されている他、 山地渓谷や丘陵地・台地のため池を中心にカスミサンショウウオなどの両生類、ナニワトンボ、ゲンジボタルといった昆虫類の生息も確認されているなど、多様な動物が生息している。

## 歴史
古くより和泉国の中心地であり国府があったことから、近代に入り「和泉町」と名付けられた。
その後、市制を施行し、更に周辺町村と合併して現在に至っている。市域は全域和泉国和泉郡に属し、国府の他に国分寺と総社もある。江戸時代には、伯太藩の陣屋が置かれていた。なお、和泉国の歴史は「和泉国」を参照のこと。

### 市の沿革

#### 昭和
- 1956年（昭和31年）
  - 9月23日 初の市長選挙・市議会議員選挙が行われ、初代市長に横田磯治（前和泉町長）が当選。市制施行当初は、和泉町役場がそのまま使用された。
  - 11月16日 市の広報誌『広報いずみ』が創刊され、市内全世帯への配布が始まる。以降毎月1回発行。
- 1957年（昭和32年）
  - 1月25日 市の市章・市歌が制定される。
  - 4月14日 槇尾山の第1回サクラ祭りが行われる。
  - 7月21日 第1回体育記録会が和泉中学校校庭で行われる。
  - 9月2日 信太山の兵舎がアメリカ軍から返還され、防衛庁（現・防衛省）陸上自衛隊信太山駐屯部隊が発足する。
  - 11月3日 第1回市民芸術展が行われる。
- 1958年（昭和33年）
  - 4月10日 槇尾山一帯が金剛生駒国定公園に指定される。
  - 7月 和泉市体育連合会が結成される。
  - 10月20日 現在の「和泉市役所本館」が完成し、10月27日より業務が始まる。
  - 12月26日 市の全地域が都市計画区域に指定され、市の将来を見据えた本格的な街づくりがはじまる。
- 1959年（昭和34年）
  - 7月3日 泉北郡八坂町、信太村で合併問題連絡協議会が発足。同月30日、両町村が和泉市に対し合併を申し入れる。
  - 11月5日 和泉市が自治庁（現・総務省）から優良新市として表彰される。
- 1960年（昭和35年）
  - 3月16日 和泉上水道組合・泉大津市・泉北郡高石町（現・高石市）の共同で「泉北用水組合」が結成される。
  - 8月1日 泉北郡八坂町、信太村を編入し、現在の市域となる。
- 1961年（昭和36年）9月16日 第2室戸台風が近畿地方に上陸し、和泉市では当時の金額で約50億円の被害が発生。
- 1962年（昭和37年）12月10日 国鉄（現・JR西日本）和泉府中駅の駅前整備のため、和泉市が周辺地域の敷地約2万平方メートルを買収する。
- 1963年（昭和38年）
  - 4月1日 「大阪府立和泉工業高等学校」が開校する。
  - 4月15日 和泉市と泉大津市が共同で運営する「公立和泉病院」の分院が府中町に開院する。
  - 10月23日 東京オリンピック前年祭聖火コース国土美国民大行進が和泉市役所前を通過するイベントが開催される。
- 1964年（昭和39年）
  - 9月26日 東京オリンピックの聖火リレーが和泉市を通過するイベントが開催される。
  - この年、建設省（現・国土交通省）から和泉市に対し、国道26号（第二阪和国道）の建設計画が発表される。
- 1965年（昭和40年）
  - 7月25日 和泉府中駅の駅前再開発が完成し、駅前の商店街の竣工祝賀式が行われる。
  - 8月19日 和泉市・泉大津市・高石市・泉北郡忠岡町の3市1町で広域行政について話し合う「泉北広域都市行政協議会」が発足。後に堺市も加わり、現在の 泉北地域広域行政推進協議会 となる。
- 1966年（昭和41年）
  - 和泉市が市制施行以来初めてとなる、深刻な財政危機に陥る。そんな中、和泉市・堺市・泉大津市の泉北3市による合併の話が持ち上がり、10月3日に合併協議会が発足する。
  - 11月21日 「NHK 和泉市民のつどい」が市民会館で行われる。
  - 11月25日 和泉市・堺市・泉大津市の泉北3市の合併調印式が行われる。
  - 11月29日 和泉市議会と堺市議会で合併議案が可決成立するが、泉大津市議会では議決されず。
  - 12月7日 当時の左藤義詮大阪府知事が定例府議会に泉北3市の合併議案を提出しないことを求める。
- 1967年（昭和42年）
  - 和泉市・堺市・泉大津市の泉北3市による合併が白紙撤回され、3月13日に合併協議会の解散式が行われる。
  - 11月1日 少しでも経費を削減する目的で公民館や農協に置かれていた市役所出張所がすべて廃止され、市の窓口業務が市役所の本庁舎に一本化される。
- 1968年（昭和43年）2月1日懸命な経費削減努力も実らず、和泉市議会で財政再建団体の指定を受けることが議決され、和泉市は地方財政再建促進特別措置法に基づき、財政再建団体となる。
- 1969年（昭和44年）
  - 2月24日 財政再建の中、和泉市の20年後の街づくりを構想する「和泉市総合計画審議会」が設置される。
  - 4月1日 公立和泉病院分院の増築工事が完成し、竣工式が行われる。
  - 6月20日 池田下町にある高橋家住宅が江戸初期の貴重な民家建築として国の重要文化財に指定される。[7]
- 1970年（昭和45年）
  - 3月 懸命な再建努力の結果、和泉市の財政が好転し、財政再建団体の指定が解除される。
  - 7月27日 「大阪府警 和泉警察署」の現在の庁舎が完成し、本格的な業務が開始される。
  - 9月1日 市制15周年記念式典が市民会館で行われる。
  - 11月3日 市民憲章発表大会が市民会館で開催される。また、市の花「水仙」、市の木「楠」が制定され、同大会で発表される。
- 1971年（昭和46年）
  - 4月1日 大阪府立横山高等学校が設立される。（大阪府立鳳高等学校の分校から独立）
  - 11月末に和泉市の人口が10万人を突破。大阪府で14番目の10万都市となる。

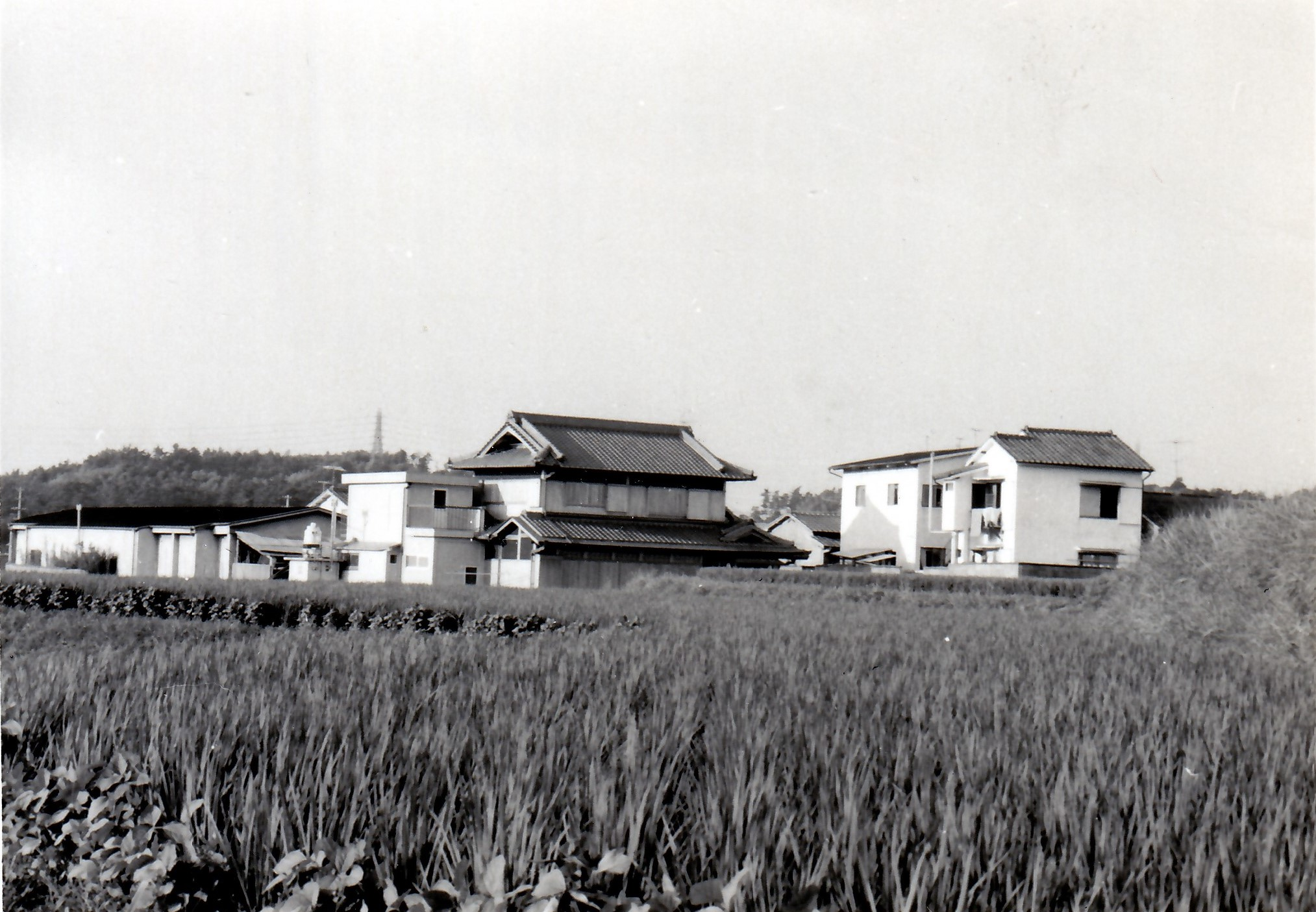
和泉市立北松尾小学校の運動場拡張前の様子。1972年8月28日撮影。

- 1972年（昭和47年）4月1日 公立和泉病院分院が、「和泉市立病院」となり、正式な市立医療機関として発足する。
- 1973年（昭和48年）3月30日 松尾寺の楠が大阪府の天然記念物に指定される。
- 1974年（昭和49年）11月 和泉市が初めて、移動図書館を開始。「くすのき号」という名称で市内各地の巡回をはじめ、その試みは、現在 も続いている。
- 1975年（昭和50年）
  - 3月31日 松尾寺のやまももが大阪府の天然記念物に、松尾寺の中世文書が大阪府の文化財（書蹟）に指定される。
  - 9月1日 市制施行20周年記念式典が市民会館で行われる。
  - 11月30日 市長選挙が行われ、第4代市長に池田忠雄が当選する。池田は歴代の和泉市長の中では最も長い1995年（平成7年）までの5期20年に渡り和泉市長を務め、和泉市久保惣記念美術館など市の公共施設の整備、和泉市に隣接する和歌山県伊都郡かつらぎ町（1988年（昭和63年））および中国江蘇省南通市、米国ミネソタ州ブルーミントン市（いずれも1993年（平成5年））との友好都市提携、光明台地区とトリヴェール和泉の街開きおよびそれに伴う事業の整備（泉北高速鉄道線の延伸と和泉中央駅の開業や桃山学院大学の和泉市への誘致など）など、数々の実績を残す。
- 1976年（昭和51年）
  - 4月26日 池上曽根遺跡が国の史跡に指定される。
  - 5月6日 市民体育館が完成する。
  - 11月23日 和泉市立休日急病診療所がオープンする。
  - この年、大阪府が宅地開発公団（現・UR（独立行政法人都市再生機構） 西日本支社）に和泉中央丘陵（後のトリヴェール和泉）の開発を依頼する。
- 1977年（昭和52年）
  - 1月28日 聖神社三神社本殿と滝神社本殿が国の重要文化財に指定される。[8]
  - 8月20日 泉北高速鉄道線「光明池駅」が開業し、それまでに比べ、堺・大阪方面への交通アクセスが大幅に便利になる。ちなみに、当時の泉北高速鉄道の路線計画では、中百舌鳥 - 光明池間であったが、前年に大阪府が宅地開発公団（現・UR（独立行政法人都市再生機構 西日本支社））に和泉中央丘陵の開発を依頼したことにより、泉北高速鉄道を更に延伸させる話が持ち上がる。
  - 12月12日 和泉市立病院の新館が完成し、産婦人科や麻酔科などそれまで無かった診療科目が相次いで新設される。
- 1978年（昭和53年）
  - 4月1日「和泉市立光明台南小学校」・「和泉市立光明台中学校」・「大阪府立伯太高等学校」・「大阪府立和泉養護学校」（現・大阪府立和泉支援学校）が同時に開校する。
  - 11月30日 和泉市初の公立図書館 が府中町で開館（現在の「和泉市立和泉図書館」）する。
- 1979年（昭和54年）
  - 6月6日 松尾寺の「絹本著色孔雀経曼荼羅図」が国の重要文化財に指定される。[9]
  - 10月 光明池運動場が整備され、テニスコートなどが設置される。
- 1980年（昭和55年）
  - 5月 久保惣太郎が自身のコレクションである国宝・重要文化財などを和泉市に寄贈する。
  - 9月1日 市制施行25周年記念式典が市民文化ホールで行われる。また同日、それまで無料だった事業所からのゴミ（産業廃棄物）処理が有料化される。
  - 11月30日 信太山丘陵で、和泉市体育連合陸上競技連盟主催の第1回市民マラソン大会が開催される。
- 1981年（昭和56年）
  - 4月21日 和泉市域周辺の第二阪和国道（国道26号）が開通し、堺市から泉南市まで通行可能になる。
  - 5月21日 運輸省（現・国土交通省）から大阪府・和歌山県・兵庫県の1府2県に対し、新空港の「計画案」・「環境影響評価案」・「地域整備の考え方」の3点セットの本編が提示され、現在の関西国際空港建設に向けたプロジェクトが本格的に始動する。
  - 11月22日 第1回和泉市農業祭が行われる。
  - 12月20日 府民劇場の一環として、朝比奈隆が指揮する大阪フィルハーモニー交響楽団を招き、市民文化ホールで第九シンフォニーの夕べが開かれる。
- 1982年（昭和57年）10月26日 和泉市久保惣記念美術館の開館記念式典が行われ、11月2日から一般公開される。
- 1983年（昭和58年）
  - 6月30日 大阪外環状線（国道170号）が一部開通する。
  - 8月6日 第1回和泉市民まつり盆おどり大会が和泉市立国府小学校運動場で開催される。
  - 12月4日 世界人権宣言採択35周年を記念して和泉市民の集いが行われる。
  - 12月21日 核兵器廃絶・平和都市宣言が市議会で決議される。
- 1984年（昭和59年）5月13日 光明池球技場が完成し、一般に開放される。
- 1985年（昭和60年）
  - 3月 光明池の改修工事が完成する。
  - 4月1日 和泉市立保健センターが開設される。
  - 4月21日 光明池緑地公園が開園する。
  - 9月1日 市制施行30周年記念式典が市立解放総合センターで行われる。
  - 9月8日 市制施行30周年を記念して市民音楽祭が行われる。
  - 10月20日 市制施行30周年を記念して、和泉市植樹祭が黒鳥山公園で行われる。
  - 11月27日 和泉市の産業の活性化を目指して、和泉市コスモポリス地域（現・テクノステージ和泉）開発推進機構が設立される。
- 1986年（昭和61年）
  - 4月23日 和泉中央丘陵新住宅市街地開発事業の起工式が行われ、トリヴェール和泉の建設が本格始動する。
  - 11月 全国伝統地名（旧国名）市町村連絡会議が結成される。また同月30日には、第1回和泉市合唱祭が行われる。
- 1987年（昭和62年）12月10日 コスモポリス事業（トリヴェール和泉の建設事業）の主体となる「（株）いずみコスモポリス」の設立総会が行われる。
- 1988年（昭和63年）6月22日 鍋谷峠をはさんで和泉市と接する和歌山県伊都郡かつらぎ町との間で『峠を越えて手をつなごう』を合言葉に友好都市提携が結ばれた。これをきっかけに、当時2つの街を結んでいた「大阪府道・和歌山県道泉大津粉川線」を国道に昇格させる話が持ち上がり、後の1993年（平成5年）4月1日の「国道480号線」への昇格につながった。

#### 平成
- 1989年（平成元年）
  - 3月 横山地区と光明台地区にサービスセンター（市役所出張所）が新しく開設される。また、同月29日には、市立コミュニティー体育館の竣工式が行われ、こけらおとしとして女子バレー、「ユニチカVSダイエー」が行われる。
  - 4月1日 槇尾山に「和泉市立青少年の家」がオープンする。
- 1990年（平成2年）
  - 3月29日 日本道路公団（現・NEXCO西日本）阪和自動車道の岸和田和泉インターチェンジ - 阪南インターチェンジ間が開通する。
  - 4月1日 鶴山台地区と南松尾地区にサービスセンター（市役所出張所）が新しく開設される。
  - 9月1日 市制施行35周年記念式典が市立解放総合センターで行われる。
- 1991年（平成3年）
  - 2月2日 大阪府立弥生文化博物館が開館する。
  - 3月15日 高石市綾園 - 堺市平井間の「堺泉北有料道路」が開通する。
  - 3月29日 槇尾山施福寺の「参詣曼荼羅図」（甲本）が大阪府の有形文化財に指定される。
  - 11月4日 「峠を越えて走ろう」をテーマに、和泉市・かつらぎ町友好マラソン大会が開催される。
  - 12月12日 桃山学院大学の和泉市への全面移転について、和泉市と桃山学院が共同の記者発表を行う。
- 1992年（平成4年）
  - 4月1日 中部の住宅・産業都市であるトリヴェール和泉が街開きする。
  - 10月8日 和泉市の人口が15万人を突破する。
- 1993年（平成5年）
  - 3月27日 桃山学院大学和泉キャンパスの起工式が行われる。
  - 4月24日 中国江蘇省南通市との間で友好都市提携が結ばれる。
  - 9月25日 阪和自動車道の岸和田和泉インターチェンジ - 堺インターチェンジ間が開通する。
  - 10月24日 「和泉市立槇尾山グリーンランド」がオープンする。
  - 11月24日 米国ミネソタ州ブルーミントン市との間で友好都市提携が結ばれる。
- 1994年（平成6年）
  - 2月20日 関西国際空港の開港を機に「泉州国際市民マラソン大会」が開催される。
  - 8月31日 高槻市と泉佐野市を結ぶ大阪外環状線（国道170号）が全線開通し、開通式が行われる。
  - 9月4日 関西国際空港が開港し、トリヴェール和泉からのアクセスにリムジンバス「Sorae」が導入される。
- 1995年（平成7年）
  - 1月17日に発生した阪神・淡路大震災の救援活動の一環として、和泉市からも「横山みかん」などの救援物資が送られる。
  - 4月1日に泉北高速鉄道線が延伸され、和泉中央駅が開業。4月2日には、トリヴェール和泉の本格的な街開きを記念して「いずみ・まちフェスタ'95」が開催される。また同月、桃山学院大学が堺市から全面移転し、和泉キャンパスが開学する。4月3日には、「和泉市役所和泉丘陵出張所」が開設（現在では、和泉シティプラザに移転し、「和泉市役所シティプラザ出張所」となっている）される。
  - 9月1日 「夢いっぱい 緑いっぱい ふれあいの街 和泉」をキャッチフレーズに市制施行40周年記念式典が市立解放総合センターで行われる。
  - 9月17日 市制施行40周年記念市民健康まつりが市立コミュニティセンターで行われる。
  - 同年、工業団地「テクノステージ和泉」への企業誘致活動が始まる。
- 1996年（平成8年）
  - 4月1日 大阪府立産業技術総合研究所が開設される。
  - 4月27日 池上曽根遺跡史跡指定20周年記念講演会が行われる。
  - 6月24日 池上曽根遺跡史跡指定20周年を記念して、NHKの「バラエティー生活笑百科」（NHK大阪放送局制作のテレビ番組）の公開録画が行われる。
  - 12月1日 池上曽根遺跡史跡指定20周年記念シンポジウムが行われる。
- 1997年（平成9年）
  - 10月26日 第52回国民体育大会「なみはや国体」が開催され、和泉市では、馬術競技が杉谷馬事公苑と近隣の特設野外競技場で行われる。
  - 11月12日には、日本・モンゴルの国交樹立25周年を記念し、「モンゴル国立馬頭琴交響楽団 泉州コンサート」が市立解放総合センターで行われる。また同月、和泉市久保惣記念美術館の新館が完成する。
- 1998年（平成10年）
  - 3月14日 和泉中央駅の歩行者デッキ「アムゼモール」が完成。また、「エコールいずみ」がグランドオープンする。
  - 4月15日岸和田和泉インターチェンジの和泉市側からの乗り入れ道路が開通する。
  - 同年、和泉市の人口が17万人を突破する。
- 1999年（平成11年）
  - 5月18日 槇尾山で山火事が発生し、22ヘクタールが焼失する。
  - 12月1日 和泉市の公式サイトが開設される。
- 2000年（平成12年）
  - 4月1日 「和泉市観光情報ステーション」が和泉府中駅前商店街（和泉府中）にオープンする。
  - 5月2日 「ミレニアム・フェスタ池上曽根 いずみの国弥生まつり 2000」が行われる。
  - 11月5日 第13回全国健康福祉祭大阪大会「ねんりんピック2000 大阪」が開催され、テクノステージ和泉周辺では和泉市交流マラソン大会が開催される。
- 2001年（平成13年）
  - 2月13日 和泉中央駅前に「和泉郵便局」が開局する。
  - 4月1日 米国ミネソタ州ブルーミントン市の「ジェファーソン高等学校」コンサートバンドが和泉を訪問する。
  - 4月2日 幸二丁目にある市内のガラスメーカー「佐竹ガラス」の工場などが国の登録有形文化財に登録される。
  - 5月2日 池上曽根遺跡公園がオープンし、「いずみの国 弥生まつり2001」が行われる。
  - 9月1日 市制施行45周年記念式典が開催される。
  - 11月14日 和泉市役所が環境国際規格「ISO14001」の認証を取得する。
  - 12月1日 和泉市コミュニティバス「めぐ〜る」の運行が始まる。
- 2002年（平成14年）
  - 3月29日 和泉市を含む泉北4市1町（和泉市・堺市・高石市・泉大津市・忠岡町）で構成される『泉北地域広域行政推進協議会』が 公式サイト を開設させ、インターネットを通じた泉北地域の広域行政に関する情報の発信が始まる。
  - 4月18日 テクノステージ和泉の本格的な街開きが行われる。
  - 5月3日 第1回いずみの国太鼓クリエイション「弥生まつり2002」が池上曽根遺跡公園で開催される。
  - 8月3日 第20回和泉市民まつりがテクノステージ和泉を会場にして行われる。
  - 8月7日 和泉市・泉大津市・忠岡町の間で、合併問題などを調査研究するため、泉北2市1町広域行政研究会が設置される。
  - 9月7日 「サイエンスフェスタいずみ」が大阪府立産業技術総合研究所で開催される。
- 2003年（平成15年）
  - 3月15日 西日本旅客鉄道（JR西日本）の特急「はるか」の一部列車が和泉府中駅に停車するようになる。
  - 4月27日 泉北高速鉄道線 和泉中央駅前に「和泉シティプラザ」がオープンする。
  - 同年、和泉市の人口が18万人を突破する。
- 2004年（平成16年）
  - 3月29日 和泉市立病院の南館が完成する。
  - 4月1日 職業安定法の改正に伴い、和泉市が全国の市町村で初めて「和泉市無料職業紹介センター」という名で求人情報の提供や職業相談（いわゆる公共職業安定所の業務）を行う施設を設置する。
  - 10月29日 新潟県中越地震への救援活動の一環として、和泉市職員36名が新潟県に派遣される。
- 2005年（平成17年）
  - 1月21日 若樫町のサクラが大阪府の天然記念物に指定される。
  - 12月11日 槇尾山へのアクセスにコミュニティバス「オレンジバス」が導入される。
  - 同年、市内の信太山駐屯地からイラクの復興支援のため陸上自衛隊員が派遣される。
- 2006年（平成18年）
  - 4月1日 大阪府立南大阪高等職業技術専門校がテクノステージ和泉に開校する。
  - 4月14日 市制50周年を記念して「NHKふるさと自慢 うた自慢」（NHK大阪放送局制作のラジオ番組）の公開録音が市立市民文化ホールで行われる。
  - 4月29日 「和泉市観光情報ステーション」の2号店が和泉中央駅構内にオープンする。
  - 5月20日 市制施行50年記念事業としてNHKジュニアサッカー教室が桃山学院大学で行われる。
  - 6月8日 トリヴェール和泉に新しく「和泉市立青葉はつが野小学校」が開校する。
  - 9月1日 市制施行50周年を迎え、新しく市民愛唱歌が制定された。タイトルは『ふるさと翔歌』。
  - 9月3日 「50年 活かして拓く ゆめ和泉」をキャッチフレーズに市制施行50周年記念式典が行われる。
- 2007年（平成19年）
  - 1月 「人がきらめき 共に育む 元気なまち・和泉」を将来の和泉市の都市像とする街づくりの新しい総合計画が発表される。
- 2008年（平成20年）
  - 3月31日 大阪府が府立高等学校の再編を実施。その結果、「大阪府立横山高等学校」がこの日をもって閉校となり、37年の歴史に幕を下ろす。
  - 5月10日 泉北ニュータウンと岸和田市山直地区を結ぶ市の都市計画道路『和泉市道光明池春木線』が午後3時に全線開通。これによって、大阪府立成美高等学校前（大阪府道208号堺泉北環状線）と阪和自動車道「岸和田和泉インターチェンジ」（大阪府道230号春木岸和田線）が一本の道路で結ばれ、車でのアクセスが大幅に便利になった。本来、和泉市の道路計画では、平成19年度中の全線開通の予定だったが、暫定税率廃止などの影響もあってか、工事の中断を余儀なくされた時期があったという。
  - 7月20日 大阪外環状線（国道170号）沿い（仏並町）に「道の駅」とともに、行政サービス窓口や多目的ホール・各種会議室・調理実習室・図書室などがある「南部リージョンセンター」が併設され同日オープン。
- 2009年（平成21年）
  - 4月10日 泉北高速鉄道線 和泉中央駅前に「ヤマダ電機 テックランド和泉中央店」と複合商業施設「PIVO和泉中央」が同時にオープン。
  - 11月27日 泉北高速鉄道 和泉中央駅前に複合商業施設「エコールいずみ 東館」がオープン。
- 2010年（平成22年）
  - 1月5日 市のふるさと納税寄附制度として、「和泉市ふるさと元気寄附」が始まる。
  - 11月 和泉警察署内に年末などの防犯対策を強化する「歳末警戒部隊」という新しい部署が設けられることになり、12月1日午前9時から和泉府中にある「芦洗公園横広場」でその発足式が行われる。
- 2011年（平成23年）
  - 1月24日 NHK大阪放送局制作のテレビ番組「生中継 ふるさと一番!」で和泉市の伝統産業のひとつであるガラス工芸が紹介される。
  - 2月25日 JR阪和線 和泉府中駅前に和泉市営の複合商業ビル「フチュール和泉」がオープン。
  - 3月14日 東日本で3月11日に発生した「東北地方太平洋沖地震」に対する和泉市の対応として、辻宏康和泉市長を本部長とする「和泉市東北地方太平洋沖地震救援対策本部」を和泉市役所内に設置し、午前8時30分から第1回目の会議を開催。また、4日後の3月18日午前には、福島県いわき市に和泉市職員を派遣し、被災地救援物資支援として、食料や医薬品などの救援物資を届ける。
  - 3月28日 国道480号線のJR阪和線横断の立体交差事業の内、アンダーパス部分の「和泉府中地下道」が午後2時に開通。
  - 5月1日 トリヴェール和泉にテニスコートを併設した新しい児童公園「くすのき公園」が開園する。
- 2012年（平成24年）
  - 5月1日 あゆみ野に「つくしの公園」が開園する。
- 2013年（平成25年）
  - 6月2日 和泉市長辻宏康氏が、市の更なる経済振興などを公約に掲げて再選。
- 2014年（平成26年）
  - 4月1日 「和泉市立病院」が医療法人 徳洲会による指定管理者制度に移行。
  - 6月1日 阪和自動車道 岸和田和泉インターチェンジ付近に「コストコ」和泉倉庫店がオープン。
  - 10月30日 コストコ和泉倉庫店に隣接して「ららぽーと和泉」がオープン。また、これがきっかけとなり、それまで空き地が目立っていたトリヴェール和泉西部「あゆみ野」地区に相次いで他市から企業が進出。
- 2015年（平成27年）
  - 7月4日 和泉市北部の信太山地区に「北部リージョンセンター」がオープン。
  - 9月30日 にぎわいの創出・経済活性化を目的に「和泉市ホテル・旅館の誘致に関する条例」が制定される。
- 2016年（平成28年）
  - 6月3日 市制60周年を記念して「NHKふるさと自慢 うた自慢」（NHK大阪放送局制作のラジオ番組）の公開録音が和泉シティプラザ弥生の風ホールで行われる。
  - 8月28日 和泉シティプラザ弥生の風ホールにて市制施行60周年記念式典が行われる。
  - 9月1日 市制施行60周年を迎える。
  - 10月2日 和泉市制60周年和泉だんじり大集合実行委員会によるJR阪和線和泉府中駅前にて和泉市内の35町の地車が一堂に集結する「和泉市制60周年だんじり記念曳行」を開催。市内の和泉大連合所属の18町、信太連合所属の9町、松尾連合所属の7町、および神社合祀、宮入神社の関係で泉大津市の曽根・助松地区（十二町連合）所属の池上町の計35町の地車が集結するのは、和泉市史上初めてである。
  - 10月14日 はつが野地区5丁目において、総開発10.4ヘクタール・総戸数404戸にわたる「メグリエシティ」が分譲開始され、まちびらきセレモニーが行われる[10]。
- 2017年（平成29年）
  - 4月1日 和泉市の友好都市かつらぎ町とのアクセスを大幅に改善する国道480号の「父鬼バイパス」と「鍋谷峠道路」が全線開通し[11]、大阪府側では、和泉市役所の関係者や松井知事も出席し、記念の式典が開かれる。
  - 4月7日 和泉市初・大阪府内で2番目となる施設一体型・小中一貫教育を行う義務教育学校「和泉市立南松尾はつが野学園」が新しく開校し、入学式が行われる[12]。
  - 5月27日 「和泉市総合スポーツセンター」が全面オープン。野球場やサッカー公認サイズの人工芝・多目的グラウンド、テニスコート4面などが完成した。また同施設に市初となるネーミングライツ契約を関西トランスウェイ株式会社と締結し、「関西トランスウェイスポーツスタジアム」の呼称が使用されることとなった。
- 2018年（平成30年）
  - 4月1日 「和泉市立病院」が移転新築し、「和泉市立総合医療センター」に改称。

#### 令和
- 2019年（令和元年）
  - 3月 久保惣記念美術館の所蔵品からリライトした「アートガッシュ」全作品30点が誕生し、「アートがまちにあふれ出す」をコンセプトのもと、和泉シティプラザの壁面・桃山学院のキャンパス内・宮之上公園内の構造物などに配置されアートスポットとなっている[13]。
  - 5月 国府小学校に新元号を祝う「令和」の人文字を制作。「第1回和泉商工フェスタ」が和泉中央で開催。「開運なんでも鑑定団」が和泉市で開催される。また、「いずみいのちの森プロジェクト」の18万本の植樹達成。
- 2021年 (令和3年)
  - 5月 市役所新庁舎が完成、5月6日より利用開始[14]。

### 区域の変遷（明治以降）
- 1889年（明治22年）4月1日 町村制施行により、和泉郡国府村、郷荘村、伯太村、北池田村、南池田村、北松尾村、南松尾村、西横山村、東横山村、南横山村、南王子村、信太村が発足。
- 1896年（明治29年）4月1日 郡の統合により泉北郡が成立。
- 1903年（明治36年）5月1日 西横山村と東横山村が合併して泉北郡横山村となる。
- 1933年（昭和8年）4月1日 国府村、郷荘村、伯太村が合併して町制施行。泉北郡和泉町となる。
- 1943年（昭和18年）10月7日 南王子村が町制施行。泉北郡八坂町となる。
- 1956年（昭和31年）9月1日 和泉町、北池田村、南池田村、北松尾村、南松尾村、横山村、南横山村が合併して市制施行。大阪府下第23番目の市、和泉市となる。
  - 同日、奈良県桜井市が発足。新市の誕生は大阪府下では大東市以来5か月ぶりである（なお、全国的に見れば、和泉市発足の2か月前に現在の沖縄県沖縄市にあったコザ市が誕生しているが、当時は日本ではなく米領琉球政府にあった）。次の新市は同年12月に発足した箕面市（全国、大阪府下ともに）。
- 1960年（昭和35年）8月1日 泉北郡八坂町、信太村を編入。現在の市域となる。

## 文化

### 和泉市の民話
和泉市に受け継がれている民話として、若樫の弘法井戸、ちぬの海、槇尾のサルとちえくらべ、雷井戸とくわばら、乙が堂、音無川、がたろ、摩湯山のキツネ、孝女のお照、光明皇后伝説、小栗判官と照手姫、保名と葛の葉、葛の葉伝説（信太のやすな菊）がある。

## 姉妹都市・提携都市

### 日本国内
- 和歌山県伊都郡かつらぎ町 - 1988年（昭和63年）6月22日に友好都市提携が締結

### 日本国外
- 南通市（中国江蘇省） - 1993年（平成5年）4月24日繊維産業が縁で友好都市提携
- ブルーミントン市（米国ミネソタ州） - 1993年（平成5年）11月24日立地条件や都市規模が似ていることから友好都市提携

## 行政

### 市長
| 代 | 市長名                      | 任期                                         | 当選回数 |
| -- | --------------------------- | -------------------------------------------- | -------- |
| 1  | 横田 礒治（）               | 1956年 - 1967年                              | 3        |
| 2  | 池辺 恒雄（）               | 1967年12月3日 - 1971年12月2日                | 1        |
| 3  | 藤木 秀夫（）               | 1971年12月3日 - 1975年12月2日                | 1        |
| 4  | 池田忠雄（）                | 1975年12月3日 - 1995年12月2日                | 5        |
| 5  | 稲田順三（）                | 1995年12月3日 - 2005年5月6日                 | 3        |
| 6  | 井坂善行いさか よしゆき（） | 2005年6月19日 - 2009年6月18日                | 1        |
| 7  | 辻宏康（）                  | 2009年6月19日 - 2025年6月18日（予定、4期目） | 4        |

### 行政機関

#### 役所
- 和泉市役所
  - 市長公室 
    - 秘書課
    - いずみアピール課
    - 政策企画室（政策・資産マネジメント推進担当/企画経営担当/IT活用推進担当）
    - 公民協働推進室（公民協働推進担当/危機管理担当）
    - 人事課

  - 総務部 
    - 総務管財室（総務担当/庁舎整備担当）
    - 財政課
    - 税務室（資産税担当/市民税担当/納税担当）
    - 滞納債権整理回収課
    - 契約検査室（契約担当/検査担当）
    - 人権・男女参画室（人権・男女参画担当/人権文化センター）

  - 環境産業部 
    - 環境保全課
    - 生活環境課
    - 産業振興室（商工観光担当/農林担当）

  - 福祉部
    - 福祉総務課
    - 高齢介護室（介護保険担当/高齢支援担当）
    - 障がい福祉課
    - 生活福祉課
    - 広域事業者指導課

  - 市民生活部
    - 市民室（市民担当/出張所担当）
    - 保険年金室（国民健康保険担当/年金・高齢者医療担当）

  - 子育て健康部
    - 子育て支援室（こども政策担当/こども支援担当）
    - 健康づくり推進室（健康増進担当/予防推進担当/新型コロナウイルス予防推進担当/病院経営管理担当）

  - 都市デザイン部
    - 都市政策室（都市政策担当/交通担当/富秋中学校区等まちづくり担当）
    - 建築・開発指導室（建築指導担当/開発指導担当）
    - 建築住宅室（公共建築担当/住宅政策担当）
    - 都市整備室（道路河川担当/公園緑地担当）
    - 土木維持管理室（管理担当/維持担当）

  - 上下水道部 
    - 経営総務課
    - お客さまサービス課
    - 水道工務課
    - 下水道整備課
    - 浄水課

  - 教育・こども部 
    - 教育総務課
    - 学校園管理室（教育施設担当/保健給食担当）
    - 学校教育室（教育指導担当/教職員担当/人権教育担当/教育センター）
    - こども未来室（幼保運営担当/幼保育成担当）

  - 生涯学習部 
    - 生涯学習推進室（生涯学習担当/スポーツ振興担当/青少年センター）
    - 文化遺産活用課
    - 久保惣記念美術館

  - 会計管理者
    - 会計室

  - 市議会 
    - 市議会事務局総務課

  - 行政委員会総合事務局 
    - 選挙管理委員会
    - 監査事務局
    - 公平委員会
    - 固定資産評価審査委員会
    - 農業委員会

  - 消防本部
    - 総務課
    - 警備課
    - 予防課
    - 和泉消防署
    - 中央消防署

#### 出張所・サービスセンター
- 和泉シティプラザ出張所（いぶき野）
- 光明台サービスセンター（光明台）
- 南部サービスセンター（仏並町）
- 北部サービスセンター（太町）

#### 警察
- 和泉警察署 - 管轄地域は和泉市全域と泉大津市の一部。12の交番と6の駐在所がある。

#### 消防
- 和泉市消防本部
管轄地域は和泉市全域。

#### 国の機関
- 国土交通省 近畿運輸局 大阪運輸支局 - 大和川以南の泉州・河内地区にある22の市町村で自動車を所有する際に必要な「和泉（泉）」ナンバーを交付する施設。堺市が申請し、2006年度に導入された「堺」ナンバー（ご当地ナンバー）を交付する事務所でもある。
- 防衛省 陸上自衛隊 信太山駐屯地 - 近傍に陸上自衛隊信太山演習場が所在する。
- 和泉市高齢者職業相談コーナー - 泉大津公共職業安定所（ハローワーク泉大津）の出先機関。和泉市立総合福祉会館内に設置されている。

#### 府の機関
- 光明池運転免許試験場

### 市章
市の花であるスイセンをモチーフにしたもので、市章そのものは下記のホームページで見ることができる。市章の色は青色が基準だが、印刷する物にあわせて緑色や黒色に処理されることがある。1957年に市歌と同時に決定された。
- 和泉市：市章・市の花・市の木

### 都市宣言
- 交通安全都市宣言：1962年
- 暴力排除都市：1965年
- 核兵器廃絶・平和都市：1983年
- 障害者福祉都市宣言：1984年

## 立法

### 市議会
- 定数：24名
- 任期：2020年（令和2年）9月23日〜2024年（令和6年）9月22日
- 議長：坂本健治（明政会）
- 副議長：松田義人（五月会）

| 会派名       | 議席数 | 議員名（◎は代表者）                                         |
| ------------ | ------ | ----------------------------------------------------------- |
| 日本共産党   | 2      | ◎原重樹、早乙女実                                           |
| 公明党       | 5      | ◎服部敏男、垰田英伸、末下広幸、石原日出子、吉川茂樹         |
| 五月会       | 4      | ◎関戸繁樹、森久往、浜田千秋、松田義人                       |
| 明政会       | 5      | ◎山本秀明、松本利裕、スペル・デルフィン、坂本健治、友田博文 |
| 大阪維新の会 | 4      | ◎坂元純一、井阪雄大、遠藤隆志、飯阪光典                     |
| 市民未来の会 | 3      | ◎谷上昇、小野林治三夫、大浦まさし                           |
| 無会派       | 1      | 小林昌子                                                    |
| 計           | 24     |                                                             |

### 府議会
- 選挙区：和泉市選挙区
- 定数：2名
- 任期：2023年（令和5年）4月30日〜2027年（令和9年）4月29日

| 氏名     | 会派名       | 当選回数 |
| -------- | ------------ | -------- |
| 森和臣   | 大阪維新の会 | 5        |
| 杉本太平 | 自由民主党   | 4        |

### 衆議院
- 選挙区：大阪府第18区 （和泉市・岸和田市・泉大津市・高石市・泉北郡）
- 任期：2021年（令和3年）10月31日〜2025年（令和7年）10月30日 （「第49回衆議院議員総選挙」参照）

| 議員名 | 党派名       | 当選回数 | 備考   |
| ------ | ------------ | -------- | ------ |
| 遠藤敬 | 日本維新の会 | 4        | 選挙区 |

## 地域

### 人口
平成27年国勢調査より前回調査からの人口増減をみると、0.6%増の186,109人であり、増減率は府下43市町村中9位、72行政区域中21位。
平成27年4月時点の年齢別人口では、35〜39歳の1万5,011人が最多で、団塊世代（60〜64歳）の1万4,001人を上回っている。
| |                                        |  |
| 和泉市と全国の年齢別人口分布（2005年） | 和泉市の年齢・男女別人口分布（2005年） |  |
| ■紫色 ― 和泉市 ■緑色 ― 日本全国 | ■青色 ― 男性 ■赤色 ― 女性              |  |
| 和泉市（に相当する地域）の人口の推移 \| 1970年（昭和45年） \| 95,987人 \| \| \| 1975年（昭和50年） \| 118,237人 \| \| \| 1980年（昭和55年） \| 124,322人 \| \| \| 1985年（昭和60年） \| 137,641人 \| \| \| 1990年（平成2年） \| 146,127人 \| \| \| 1995年（平成7年） \| 157,300人 \| \| \| 2000年（平成12年） \| 172,974人 \| \| \| 2005年（平成17年） \| 177,856人 \| \| \| 2010年（平成22年） \| 184,988人 \| \| \| 2015年（平成27年） \| 186,109人 \| \| \| 2020年（令和2年） \| 184,495人 \| \| |                                        |  |
| 総務省統計局 国勢調査より |                                        |  |
| 1970年（昭和45年） | 95,987人                               |  |
| 1975年（昭和50年） | 118,237人                              |  |
| 1980年（昭和55年） | 124,322人                              |  |
| 1985年（昭和60年） | 137,641人                              |  |
| 1990年（平成2年） | 146,127人                              |  |
| 1995年（平成7年） | 157,300人                              |  |
| 2000年（平成12年） | 172,974人                              |  |
| 2005年（平成17年） | 177,856人                              |  |
| 2010年（平成22年） | 184,988人                              |  |
| 2015年（平成27年） | 186,109人                              |  |
| 2020年（令和2年） | 184,495人                              |  |

### 北西部
旧 和泉町の大半（池上町、伯太町4丁目は北部）、北池田村の一部（東阪本町）、北松尾村の一部（寺田町）。JR阪和線および各道路で泉大津市、泉北郡忠岡町、岸和田市とつながっている。概ね平坦であるが、東側は信太山丘陵の西斜面にかかっており、黒鳥山公園などがある。

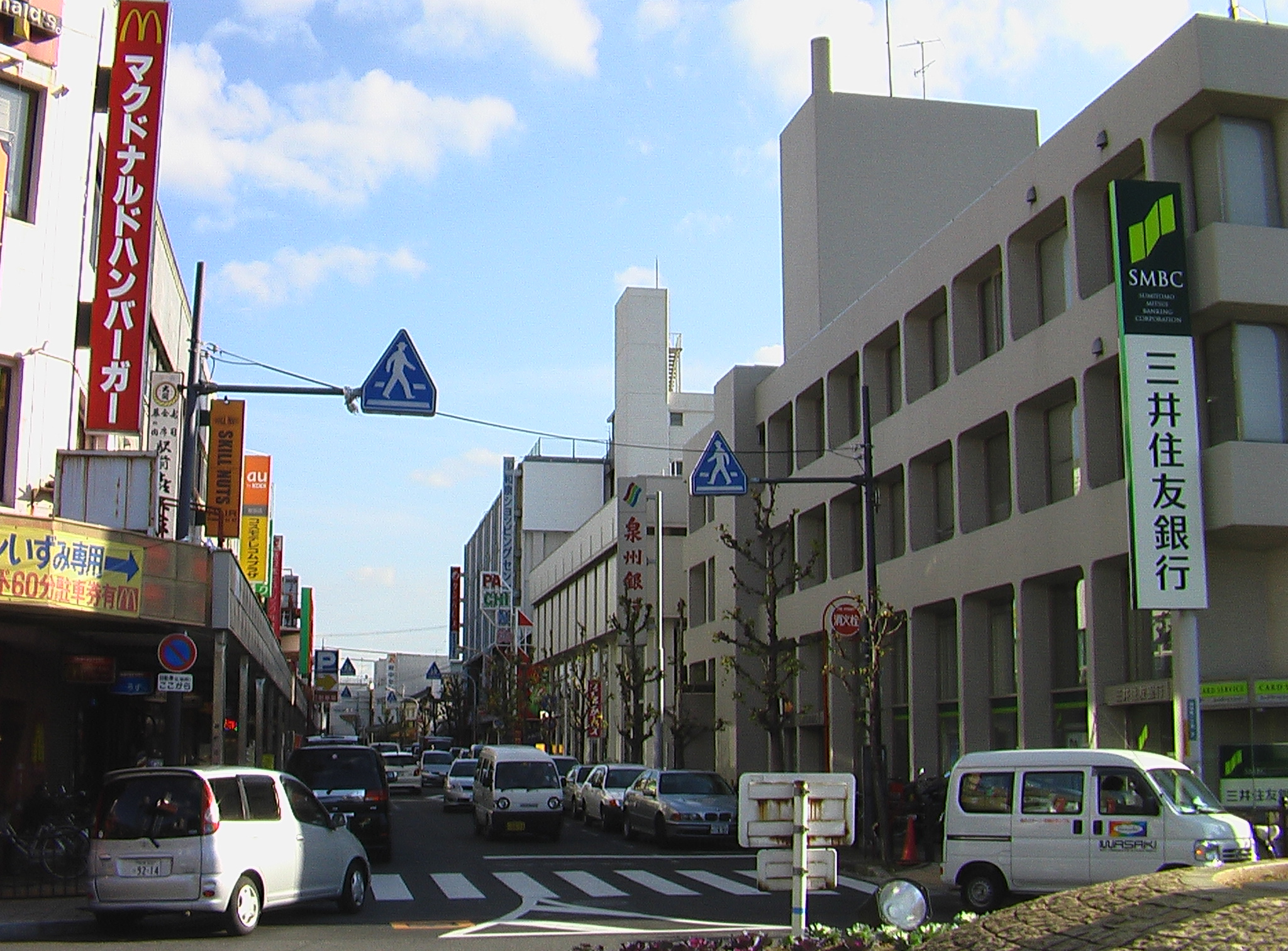
和泉府中
和泉国の国府が置かれたとされる府中町を中心とした地域で、市役所、市立病院、警察署など市の行政・公共関連施設がある。
2000年から続いた西日本旅客鉄道（JR西日本）阪和線和泉府中駅周辺（和泉府中）の都市再開発事業は、2015年に事業を完了。新駅舎を建設し、駅前広場や歩行者デッキを併設したほか、スーパーマーケットや図書館、スポーツクラブやクリニック等が入居する複合施設「フチュール和泉」を新設した。市は駅前事業完了を踏まえ、周辺地域への波及や施設を活かした活動の促進を行う。

### 北部
旧 八坂町、信太村、和泉町の一部（池上町、伯太町4丁目）。JR阪和線および各道路で堺市西区、高石市、泉大津市とつながっている。泉大津市にまたがって代表的な弥生遺跡のひとつである池上・曽根遺跡がある。信太山丘陵上には弥生後期の高地性集落のひとつである惣ヶ池遺跡や和泉黄金塚古墳などがあり、同丘陵の西斜面には伯太陣屋跡がある。
信太
旧 八坂町および信太村に当たる地域で、葛葉伝説で知られる信太森葛葉稲荷神社や和泉国三宮である聖神社などがある。JR阪和線北信太駅周辺や鶴山台に商店が多い。
市は北信太駅周辺の再開発・整備に向け、2017年から2018年の2カ年で「北信太駅前整備基本計画」の策定に取り組んでいる。

### 中部

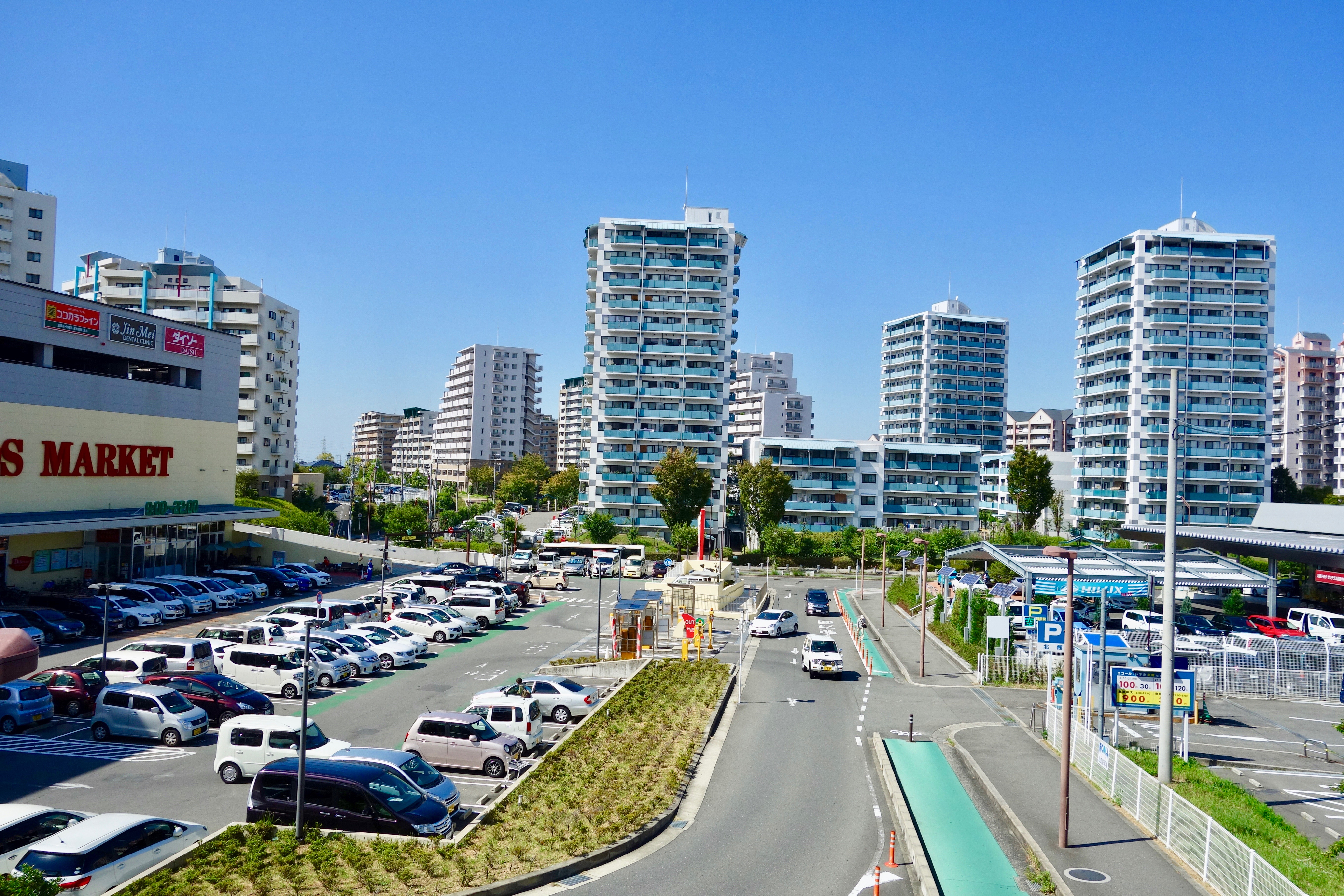
トリヴェール和泉のマンション群

旧 北池田村の大半（東阪本町は北西部）、南池田村、北松尾村の大半（寺田町は北西部）、南松尾村。泉北高速鉄道線および各道路で堺市南区、岸和田市とつながっている。槇尾川流域は池田谷、松尾川流域は松尾谷と呼ばれ、かつては二つの谷合に集落・織物工場や田畑・みかん畑などが広がる静かな場所だったが、丘陵部における泉北ニュータウン光明池地区とトリヴェール和泉の開発で一変した。一帯はUR（都市再生機構）への委託により、積極的な宅地開発などが進められており、この地域の人口は年々増加傾向にある。
2014年には「コストコ」と「ららぽーと」の出店、2017年には小中一貫教育を行う「和泉市立南松尾はつが野学園」が新規開校し、その一帯の「はつが野」地域においても開発が加速。計404区画に及ぶ「メグリエシティ」、計120区画の「はつが野ミライク」などがハウスメーカーにより分譲され、新しく街開きがなされた。
和泉中央
和泉中央丘陵と岸和田市境の丘陵部に広がるトリヴェール和泉を中心とした地域で、まなび野とあゆみ野は小規模な研究学園都市機能も兼ねており、桃山学院大学や 大阪府立産業技術総合研究所などがある。泉北高速鉄道和泉中央駅が中心駅。
不動産・住宅情報サイトHome’sによる「住みたい街ランキング2017」では、和泉中央が「買って住みたい街」として近畿圏全体で第3位、南大阪では第1位にランクインしている。
光明池
堺市境の丘陵部に広がる泉北ニュータウン光明池地区の周辺地域である（一部は同地区に含まれる）。伏屋町や室堂町東部には高層マンションやショッピングセンターが多く立地し、光明池地区の南端に接する光明台には近隣センターや緑道などが整備され、ニュータウンの構成地域と比べても遜色がない。これらの地域を走るバスの多くは和泉中央へは行かず泉北高速鉄道光明池駅へ行く（2017年8月26日の南海バスダイヤ改正により、光明池駅と南海本線泉大津駅を結ぶ系統が和泉中央駅を経由するようになった）。

### 南部
旧 横山村、南横山村。各道路で河内長野市、岸和田市、和歌山県伊都郡かつらぎ町とつながっている。父鬼川と東槇尾川が槇尾川に合流するあたりで小盆地を形成しており、横山谷と呼ばれる。みかん山が多く見られ、槇尾山施福寺など歴史的な神社仏閣も多い。国道170号（大阪外環状線）と国道480号という2つの一般国道が通っている。
国道480号線をかつらぎ町方面へ進むと、途中で府県境である鍋谷峠にたどり着く。ここで三国山へ通じる林道が分岐している。三国山の山頂付近には、国土交通省大阪航空局三国山航空路監視レーダーがある。

## 経済

### 産業

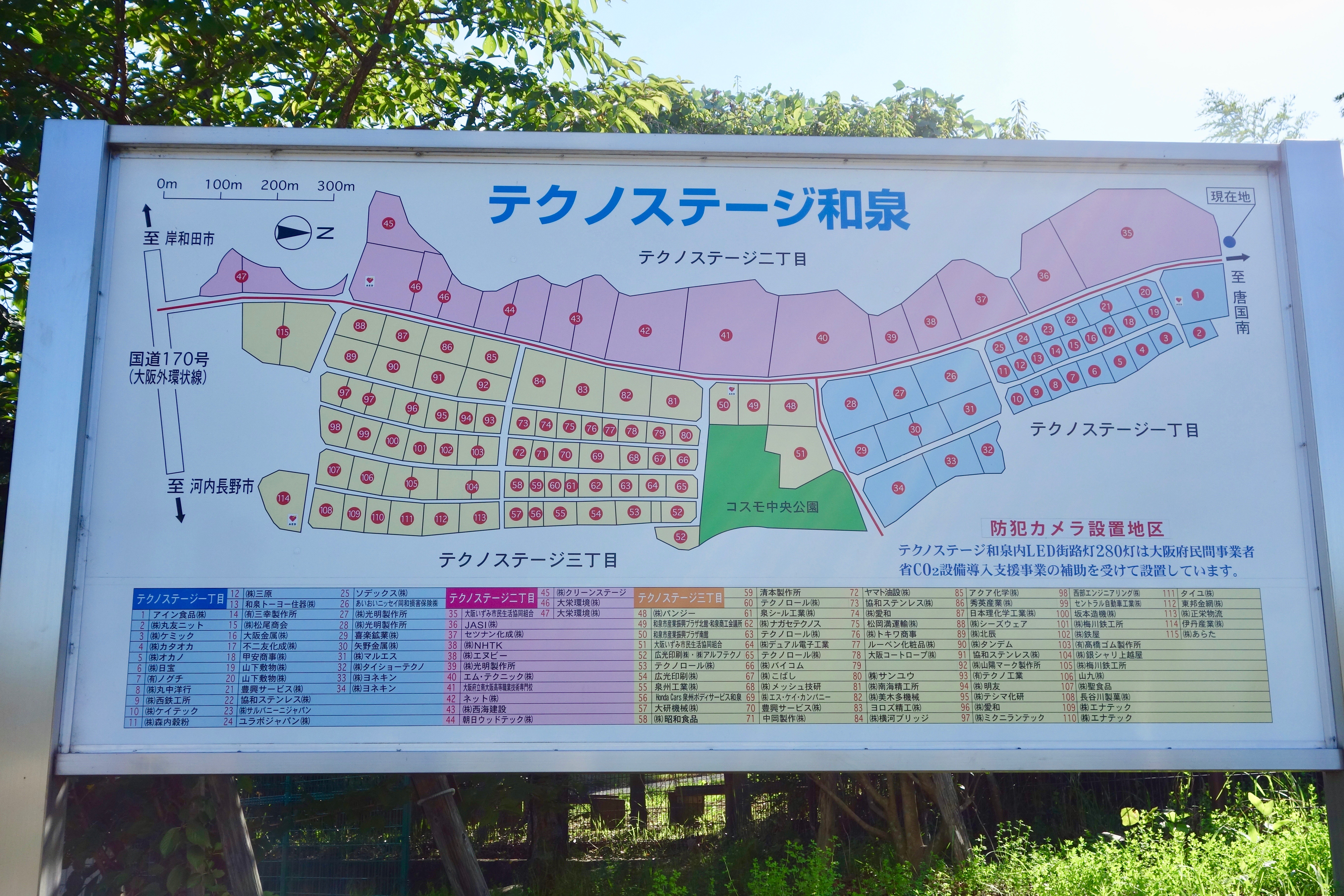
テクノステージ和泉進出企業

市は1995年の泉北高速鉄道「和泉中央駅」開業を機に、岸和田和泉インターチェンジの近くに工業団地「テクノステージ和泉」を設置した。設置当初こそ、参入する企業は少なかったものの、年々各企業の進出が目覚しく、テクノステージ和泉に関しては100を超える企業・工場が集積している。
また、近年では、和泉市内の企業への就職を希望する人々を応援するため、テクノステージ和泉やトリヴェール和泉西部ブロックで事業を営む企業と協力し、市主催の合同就職面接会を開催するなど、市を挙げて雇用の活性化に力を入れている。

#### 特産
- 綿製品
- ガラス工芸 - 泉州玉、さかとんぼと呼ばれた和泉国で作られていたとんぼ玉等[23]
- 人造真珠
- アルミサッシなどの金属加工製品
- 各種電子機器など

### 企業
- 泉北高速鉄道
- 南海バス 光明池営業所
- ジェイテクトプレシジョンベアリング
- アイン食品
- 美木多機械
- 泉州工業
- シーズウェア
- ナカオ金属工業
- 横河ブリッジ いずみ工場
- かつらぎ本舗
- 国華園
- 朝日インテック 大阪営業所
- 大研医器（アセンブリーセンターはデジタル 和泉事業所跡地に立地）
- 村中医療器 総合センター
- あらた 和泉センター
- マルエス テクノステージ第2工場
- 豊興サービス 和泉テクノ営業所
- 日本酪農協同 近畿工場
- ジェイコムウエスト 和泉・泉大津事業所

### 農業
市内には、和泉市近郊のスーパーへも直接出荷している農家もある。
- 花卉栽培（主に栽培しているのは市の花でもあるスイセンとキク）
- みかん
- 野菜
- 米など

### 市内の主な商業施設

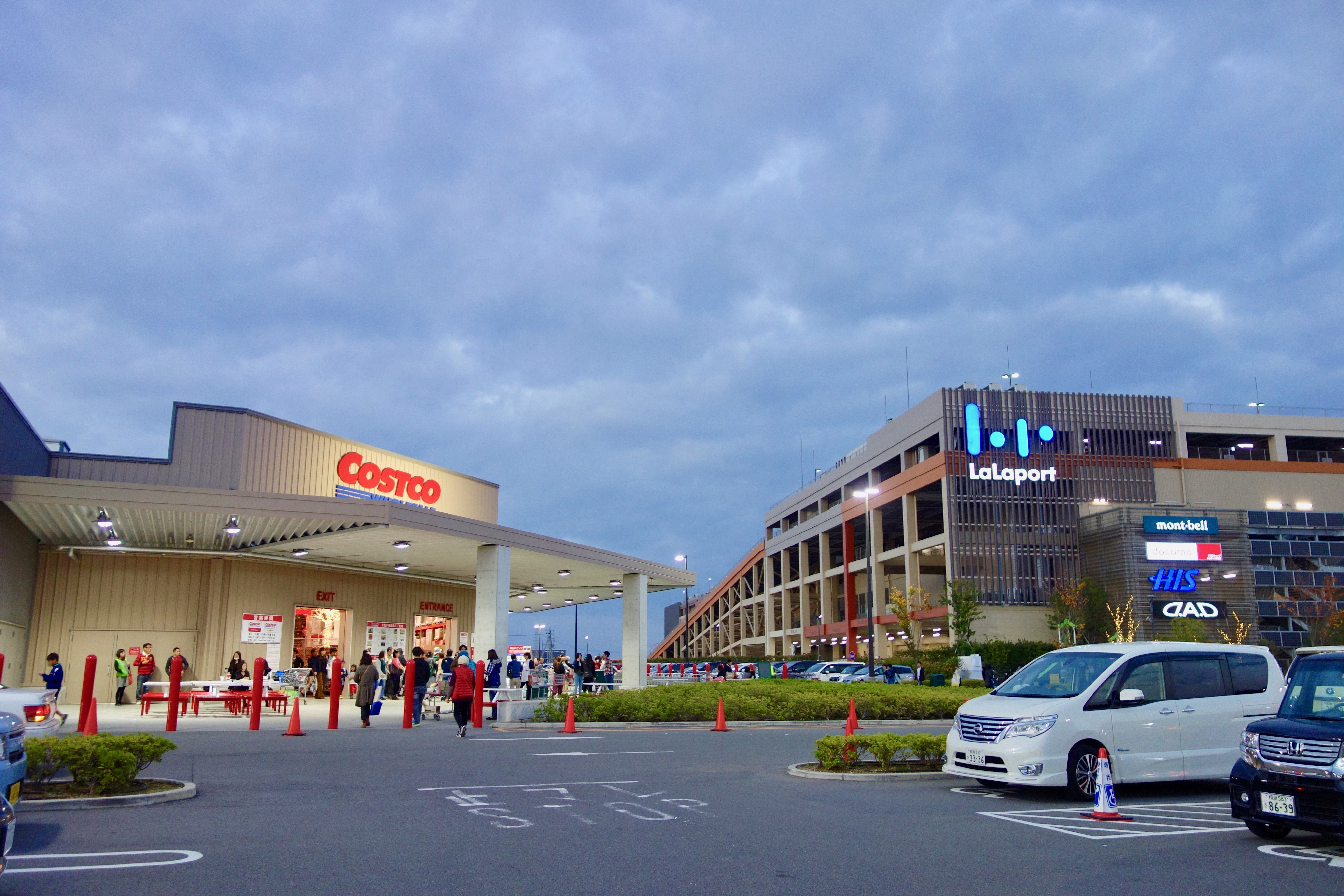
ららぽーと和泉とコストコ和泉倉庫店

2014年、『コストコ』と『ららぽーと』がオープンした。
また市では、災害有事の支援協定をコストコ・ららぽーと共に締結している。協定ではコストコには食料品や生活必需品などの供給協力、ららぽーとには水や一時避難所・物資の一時保管所としての提供協力が明記されている。
- ららぽーと和泉（主なテナント - JA全農ファーマーズ、ラウンドワン、H&M、ZARA、エディオン他多数）
- コストコ 和泉倉庫店
- ビバモール和泉中央
- エコール・いずみ（主なテナント - イズミヤ）
- フチュール和泉（主なテナント - コノミヤ、コナミスポーツクラブ、市立図書館、クリニック他）
- イオン和泉府中店（旧・和泉府中サティ）
- ダイエー光明池店
- KOHYO光明池店[注釈 1]
- ジョーシン 光明池店／和泉中央店
- エディオン ダイエー光明池店
- ヤマダデンキ 家電住まいる館×YAMADA web.com 和泉中央本店／テックランドイオン和泉府中店
- ケーズデンキ 岸和田和泉インター店
- コーナン 和泉中央店
- 宮脇書店 コムボックス光明池店
- ハードオフ 大阪和泉店
- ナフコツーワンスタイル 和泉店
- コープ 和泉中央店
- ドン・キホーテ 和泉店／和泉中央店
- トライアル スーパーセンター 和泉店
- ディオ 和泉店
- 業務スーパー 和泉中央店

### 金融機関
- 三井住友銀行 和泉支店、和泉ローンプラザ　※和泉中央支店は2022年3月に泉北とが支店（堺市南区）内へ移転
- 三菱UFJ銀行 和泉支店
- りそな銀行 和泉中央支店
- 紀陽銀行 和泉中央支店、和泉寺田支店
- 池田泉州銀行（全て、旧：泉州銀行店『■』） 和泉支店、和泉中央支店、三林支店、和泉南支店
- 大阪信用金庫 信太支店、北信太支店

### 日本郵政グループ
（2012年12月現在）
- 日本郵便株式会社

- 和泉郵便局（いぶき野） - 集配局。★
- 和泉府中郵便局（府中町）
- 和泉和気（わけ）郵便局（和気町）
- 和泉和気東郵便局（和気町）
- 和泉一条院郵便局（芦部町）
- 和泉伯太（はかた）郵便局（伯太町）
- 伯太西郵便局（伯太町）★
- 和泉池上（いけがみ）郵便局（池上町）
- 北池田簡易郵便局（池田下町）
- 和泉伏屋（ふせや）郵便局（伏屋町）
- 和泉中央駅前郵便局（いぶき野）★
- 和泉納花（のうけ）郵便局（納花町）

- 和泉和田郵便局（和田町）★
- 和泉光明台郵便局（光明台）
- 和泉内田郵便局（内田町）
- 和泉箕形（みがた）郵便局（箕形町）
- 和泉久井（ひさい）郵便局（久井町）
- 坪井簡易郵便局（坪井町）
- 和泉横山郵便局（北田中町）
- 和泉父鬼（ちちおに）郵便局（父鬼町）
- 和泉山手郵便局（幸＝さいわい）
- 和泉信太（しのだ）郵便局（太町＝たいちょう）
- 和泉鶴山台郵便局（鶴山台）★

- ゆうちょ銀行
  - 大阪支店 イオン和泉府中店内出張所（肥子町＝ひこちょう）（ATMのみ／ホリデーサービス実施）
  - 大阪支店 泉北和泉中央駅内出張所（いぶき野）（ATMのみ／ホリデーサービス実施）

その他簡易郵便局を除く各郵便局にATMが設置されており、★印の郵便局ではホリデーサービスを実施。
※和泉市内の郵便番号は「594-00xx」「594-11xx」（いずれも和泉郵便局の集配担当）となっている。

## 観光

### 名所・旧跡

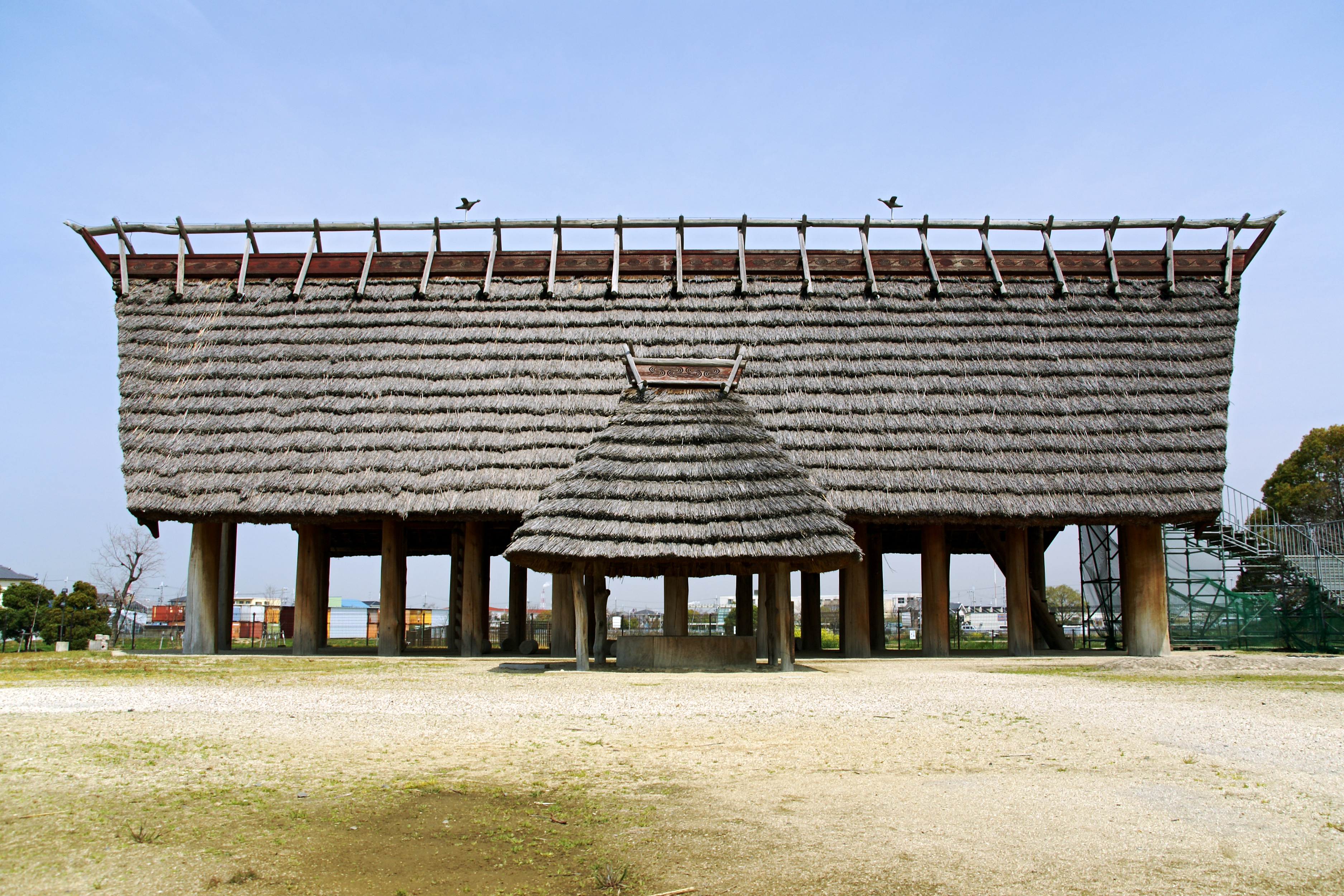
池上・曽根遺跡

- 史跡池上・曽根遺跡：弥生時代の環濠集落;弥生情報館&弥生学習館
  - 環濠（溝）に囲まれた集落の遺跡で、総面積60万m²、うち約115,000m²が国の史跡に指定されている。
- 槇尾山
- 小栗街道（熊野古道）：和泉市内では舞町から小田町周辺まで
  - 大阪府下（特に泉州地域）における、熊野街道の別称である。ガラスの地球を救え 熊野街道（朝日放送より）
- 信太の森
和泉市における伝説の一つ「葛の葉伝説」の舞台となった森である。
- 和泉黄金塚古墳
- 光明池
- 観音寺山遺跡

### 公園
- 和泉リサイクル環境公園
水仙やラベンダー、コスモス、芝桜など四季折々の花が鑑賞できる花の農場や、日本庭園、またサッカーや野球、ゲートボールなど様々なスポーツやイベントに対応ができる多目的グラウンドから構成。土曜日・日曜日にはオープンカフェや地元新鮮野菜の即売市なども開かれ、来園者数は年間約35万人にのぼる[28]。
- 池上曽根遺跡史跡公園
- 黒鳥山公園
桜の名所。市街地からも近く、花見客が多い。
- 光明池緑地
- 信太の森の鏡池史跡公園
和泉市指定史跡

### 美術館・博物館

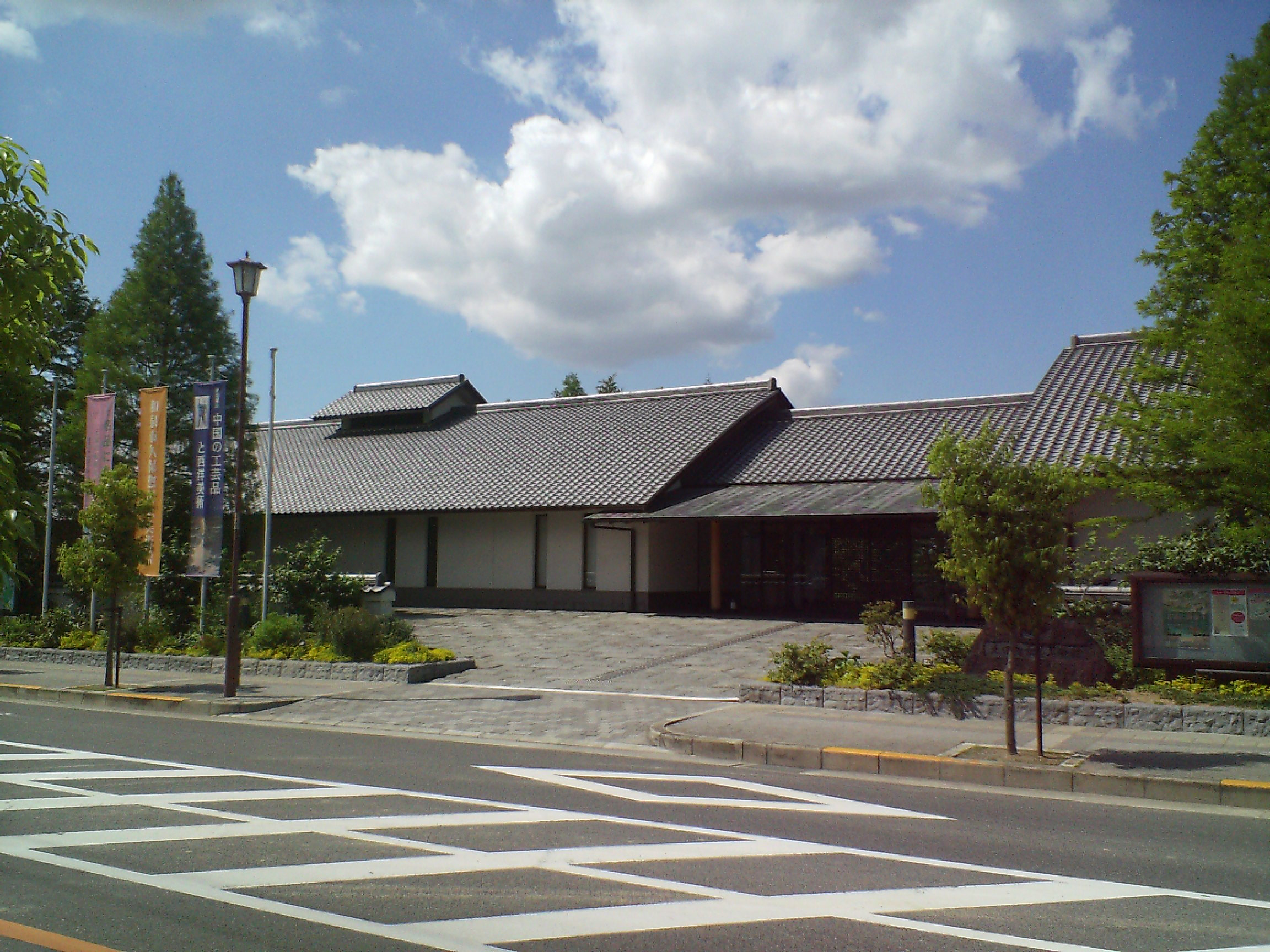
和泉市久保惣記念美術館
東洋古美術を中心とした市立美術館。所蔵数は国宝2件、国の重要文化財29件を含む約11000点。
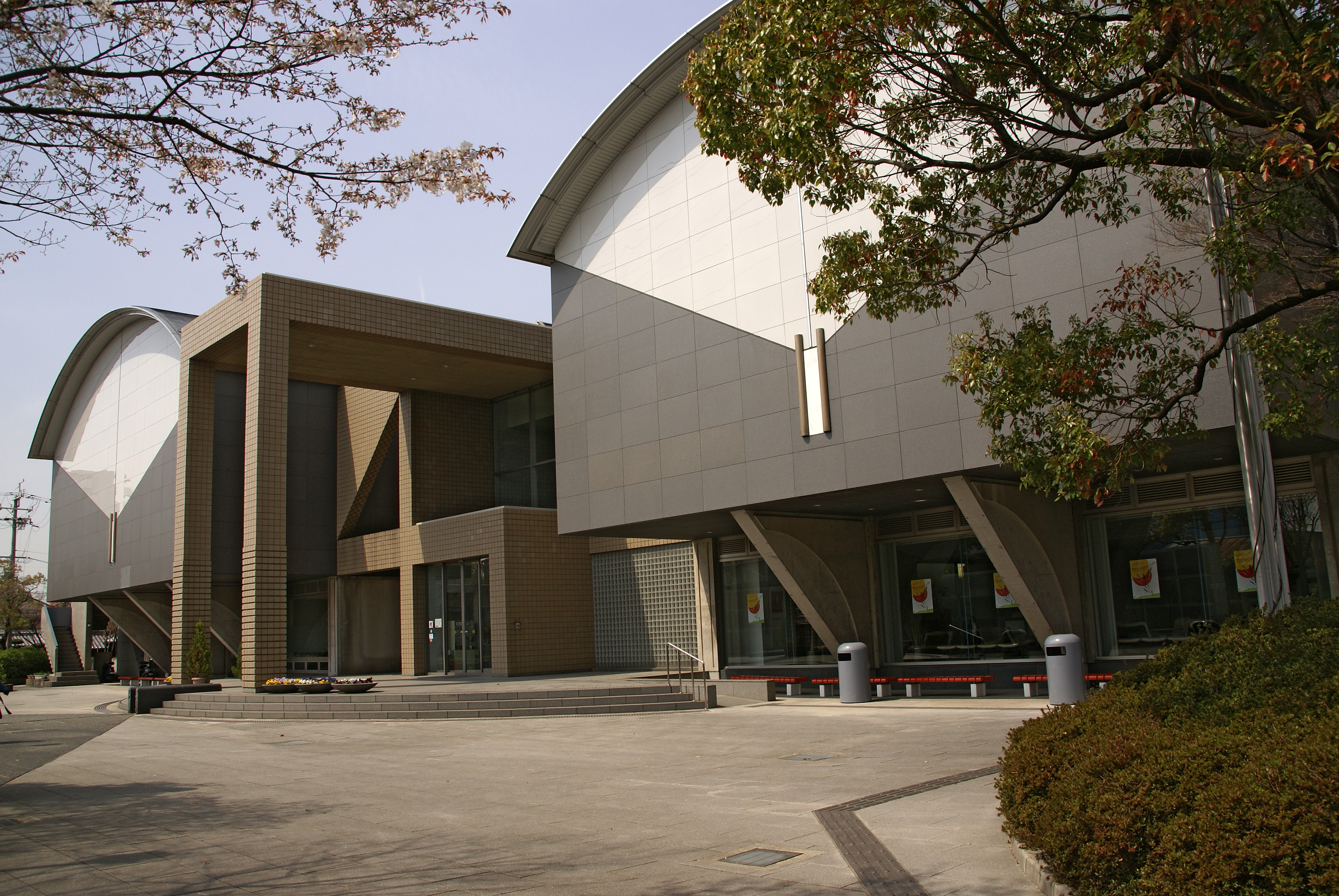
大阪府立弥生文化博物館
日本で唯一の弥生時代をテーマにした歴史博物館[29]。
- いずみの国歴史館
- 池上曽根弥生学習館
- 信太の森 ふるさと館
- コープ・ラボ たべる たいせつミュージアム

### 寺院

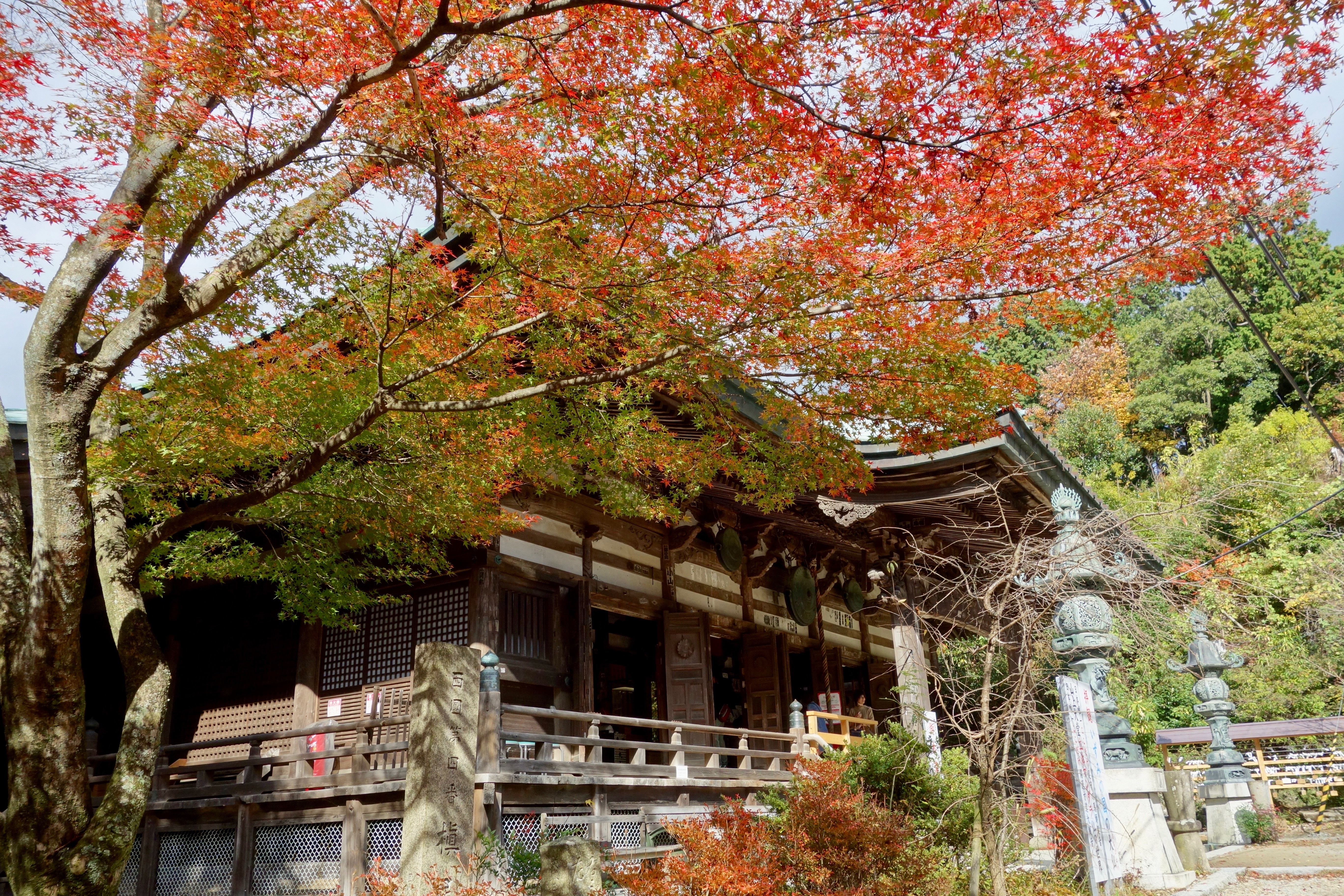
槇尾山施福寺

- 槇尾山施福寺（槇尾寺）
槇尾山の山頂には施福寺（槇尾寺）という寺があり、行満上人が欽明天皇の勅願を受けた恩賞に、修行寺として建立した寺[30]。

大阪みどりの百選選定。西国三十三所4番、および和泉西国三十三箇所1番札所。
- 空海（弘法大師）や行基が修行の地と伝えられている。ふもとから本堂までは30分程の整備された石段や山道が続くハイキングコースとなっている。
- 松尾寺
役小角の開山伝承。織田信長に反抗し焼失するが、豊臣秀頼が再建。紅葉の名所としても知られている。
- 西福寺
耳の病気の祈願。寺院内の井戸には雷の伝承があり、近隣の桑原町は落雷を避けるおまじない「くわばらくわばら」の伝説地のひとつ。
- 阿弥陀寺
安産祈願。光明皇后の安産を祈るために僧行基が開山と伝える。
- 蔭凉寺
廊下の天井に伏見桃山城の廊下板が使用されており、血の付いた足跡がある。
- 石尾山弘法寺
古くから「石尾のお大師さん」として親しまれている。境内には石仏が多いことで有名。
- 布引不動尊

### 神社

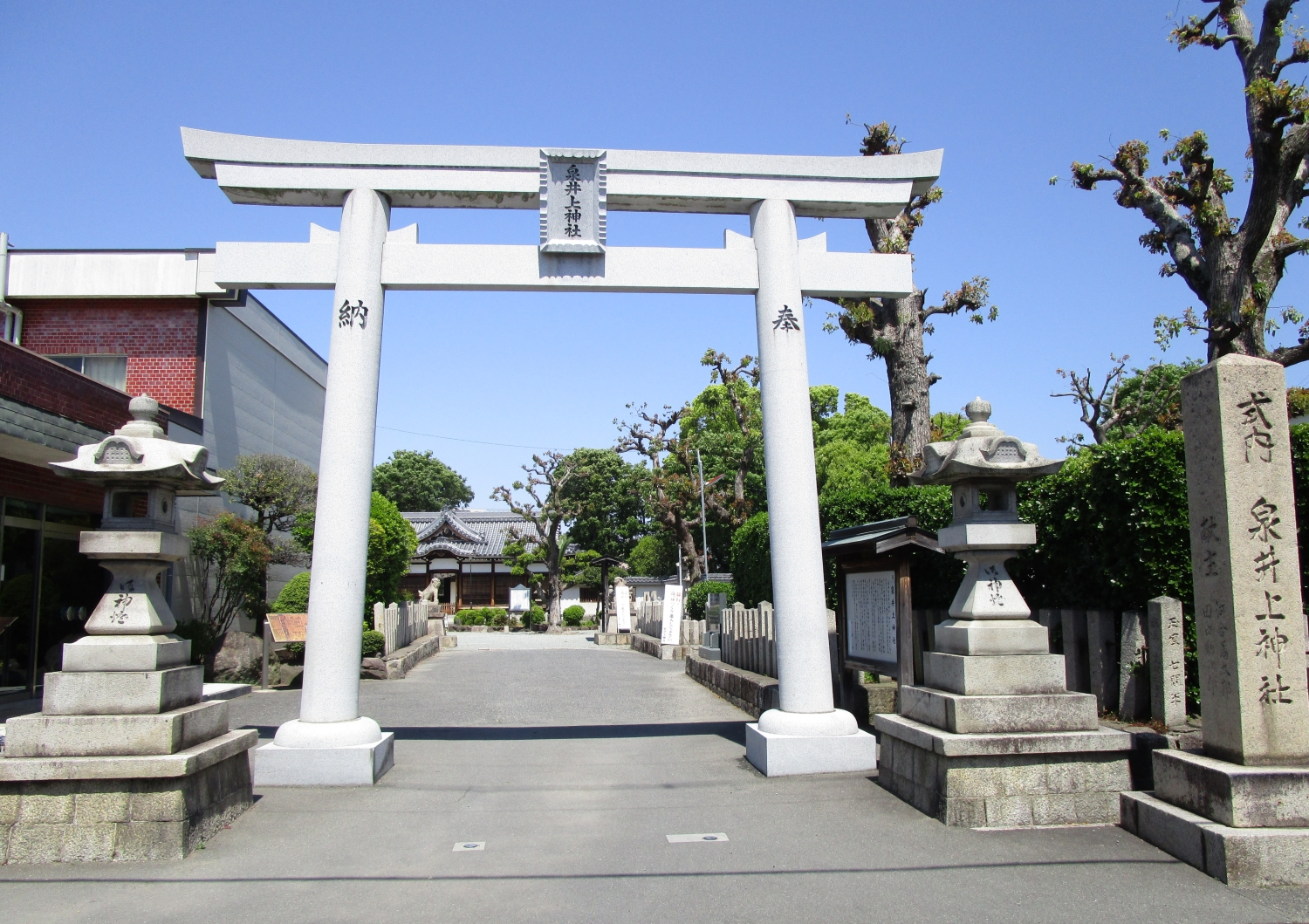
泉井上神社
境内に和泉国総社がある。総社本殿は国の重要文化財となっている。旧国名や市名の由来となった「和泉清水」がある。
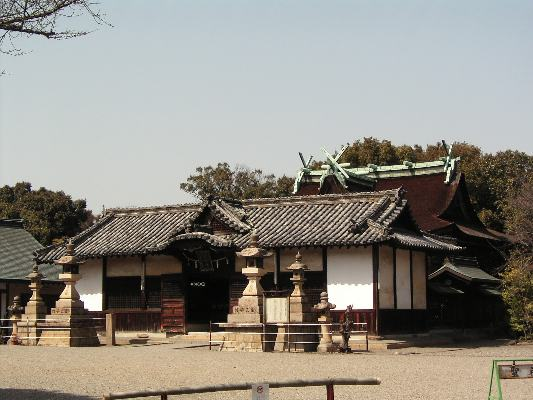
聖神社
和泉国三宮。本殿（豊臣秀頼の寄進による）などは国の重要文化財。
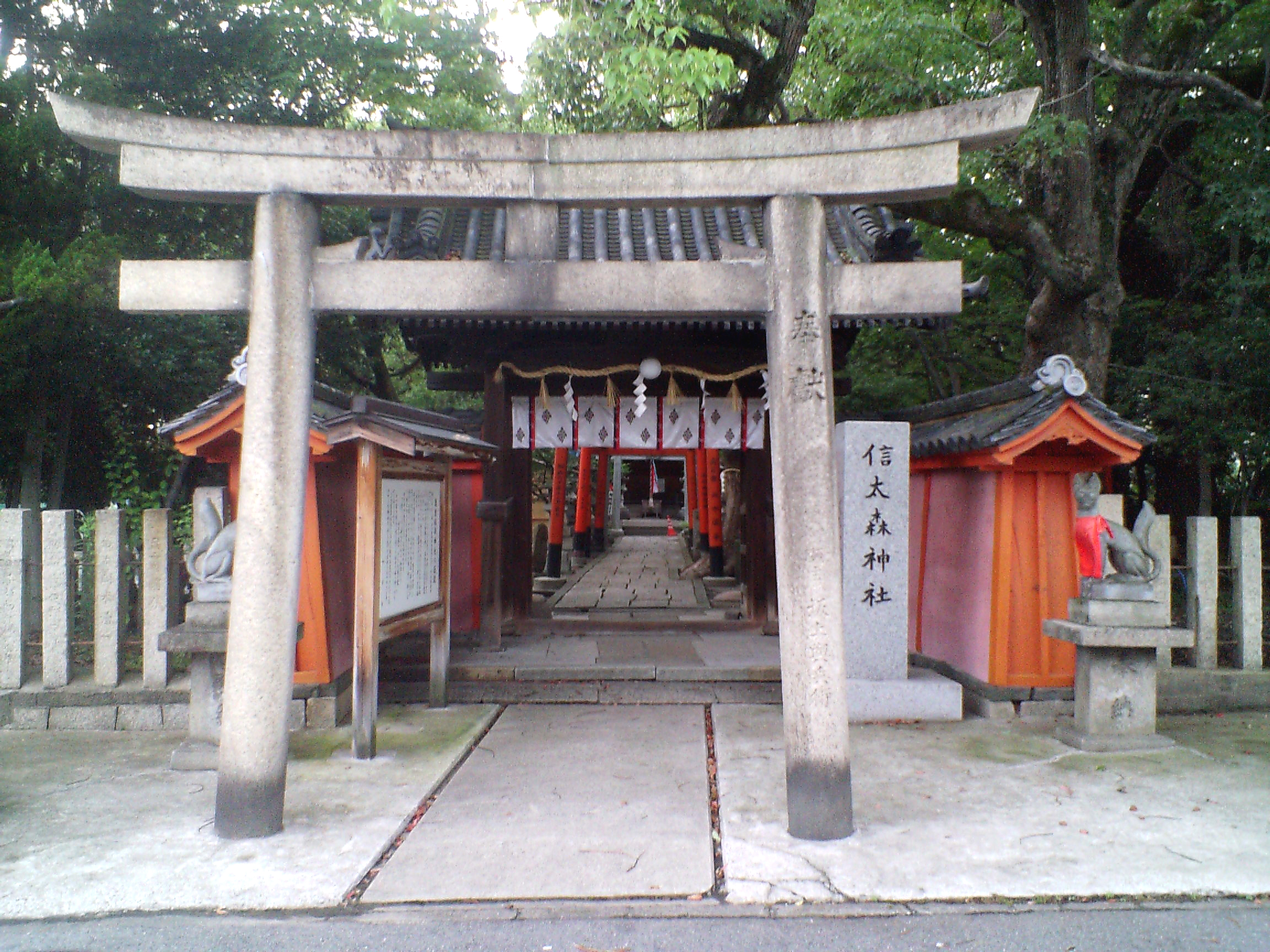
信太森葛葉稲荷神社
安倍晴明の母で狐の化身と言われる葛の葉の伝承がある。
- 舊府神社（ふるふじんじゃ）
信太森葛葉稲荷神社の摂外社。白狐の化石（ばけいし）がある。
- 春日神社
平安時代、藤原氏の荘園があった所と言われる。池田谷の総鎮守。
- 伯太神社
- 八坂神社

### 道の駅・産地直売所
- 道の駅いずみ山愛の里
2008年開駅の道の駅。道の駅の基本機能や産直販売コーナーのほか、文化施設和泉市立南部リージョンセンターを併設している。
- 葉菜の森
地場産の産地直送野菜や果物のほか、加工品や工芸品などを販売しているファーマーズマーケット。
- 国華園
1万5千坪の敷地において園芸に関わる品や季節の花の販売を行う。また一方で、「産地直売コーナー」も設け、産地直送の野菜や果物の販売も行っている。

### 商業施設
- ららぽーと和泉
- コストコ和泉倉庫店
- エコールいずみ
- イオン和泉府中店

### 温泉
- ケイエスビー弥生の里温泉
- 和泉市立小栗の湯

### その他
- 陸上自衛隊信太山駐屯地の近代洋風建築20棟
1919年（大正8年）築の13棟、1942年（昭和17年）築の7棟、合計20棟がまとまって現存する。唯一公開されている資料館「修史館」は大正8年築の旧将校集会所。木造平屋、建築面積513m²

## 祭事・イベント

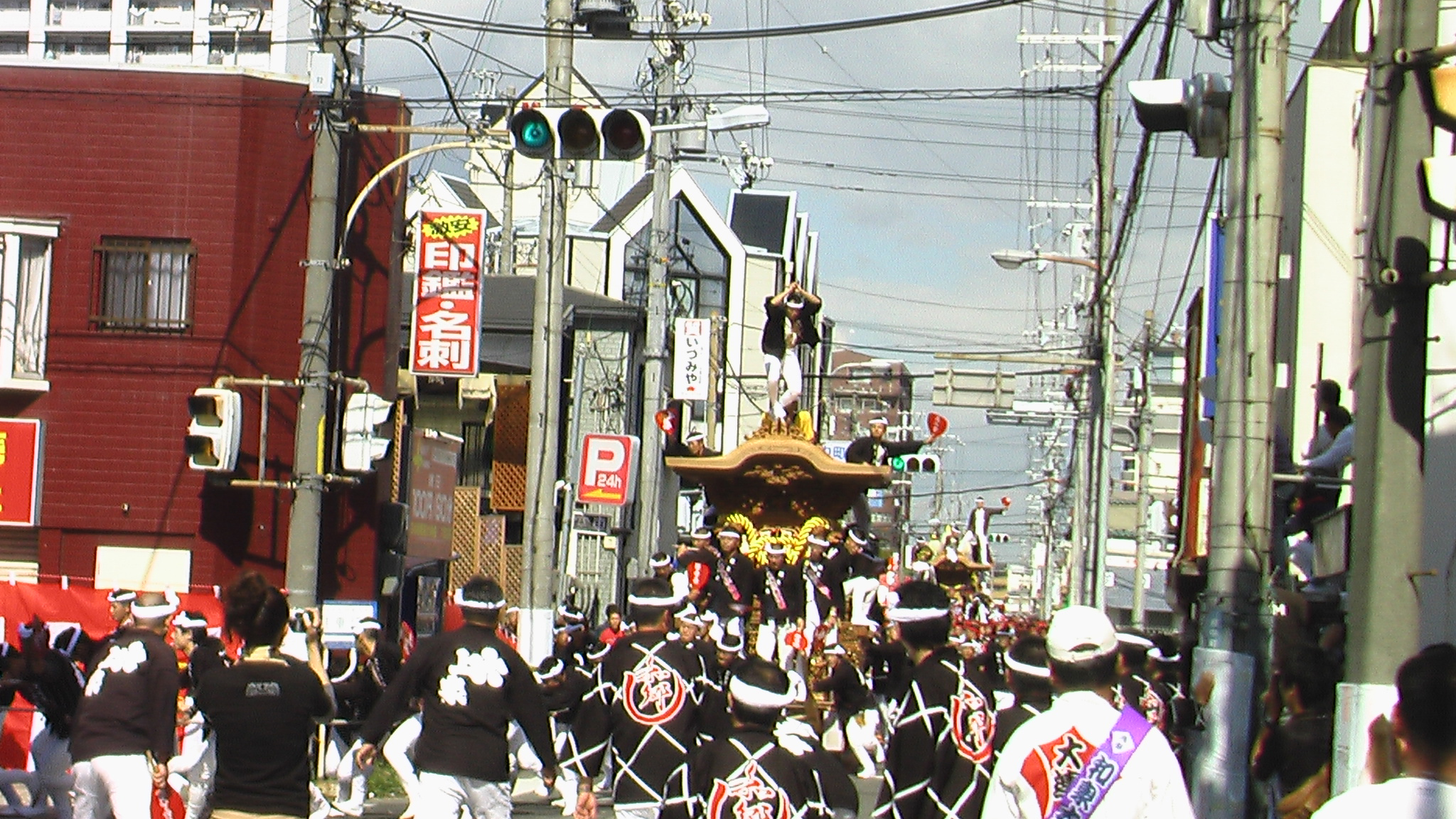
和泉だんじり大連合の様子
（和泉府中駅付近にて）

- 信太山クロスカントリー大会

毎年1月上旬の日曜日に開催されるクロスカントリー大会。3km・5km・10km・20kmの種別に分かれ陸上自衛隊信太山演習場をメイン会場に実施されている。
- いずみの国グルメグランプリ in 和泉

毎年9月下旬に、ご当地グルメの発掘及び市内の商業活性化を目的に開催されるグルメグランプリ。和泉中央駅近くのエコール・いずみのアムゼ広場をメイン会場に、和泉や泉州地域の飲食店が集まり、和泉市産の農産物を使用した限定グルメをその場で販売。来場者による投票と審査員による審査を経て、グランプリが選出される。また、会場では「和泉の国ジャズストリート」による音楽演奏も行われる。
- 和泉だんじり祭（秋祭り）

毎年10月の第2土曜日と日曜日に行われる。市内にはだんじりを所有する町会が35町あり、7つの地区にまとまって祭礼が行われるが、池上町は氏神社が泉大津市にあるため、7地区とは別の地区に所属している。2010年（平成22年）に上代町が岸和田型の「下だんじり」を新調したことにより、市内で曳行されるだんじりは全て下だんじりとなった。「岸和田だんじり祭」に次ぐ4地区18台のだんじりが一所に会する「和泉だんじり大連合」が繰り出すなど規模としては大きい。また、和泉だんじり大連合のうち、府中地区の祭礼（府中だんじり祭）は、1585年（天正13年）の記述が見られる史料が確認されており、泉州地域のだんじり祭に関する記録上、現在のところ最古のものとなっている。一方、だんじりを全く持たない地区も存在し、池田谷（騒動による廃絶）と横山（山間部）では一部の町で「子供だんじり」と呼ばれる小さなだんじりが曳行されている。
なお、祭典の模様については、市内唯一のケーブルテレビ局である『ジェイコム関西 和泉・泉大津局』（上記参照）が制作する番組として、毎年放映されている。隣接する岸和田市のケーブルテレビ局であるテレビ岸和田が放映する「岸和田だんじり祭」とは異なり、従来は、生放送は実施されていなかったが、地元からの要望が高まったため、2007年（平成19年）は、開局以来初めて生放送が実施された。
- いずみ音楽祭

毎年11月3日の文化の日に開催される音楽祭。和泉府中駅前を歩行者天国にし、音楽やダンス、よさこいのステージや、グルメブース、こども遊びブースなどが設けられる(現在は行われていない。)。
- ランバイクいずみチャレンジカップ

毎年11月中旬頃に開催されるランニングバイク大会。2歳から6歳までの子どもを参加対象とし、近畿走輪と光明池自動車教習所の連携協力のもと実施されている。当日は道の駅からの出張販売、和泉警察署による白バイとの記念撮影会、子ども免許証の発行など、様々な取り組みが行われている。
- イズミネーション和泉府中

毎年イズミの日（12月3日）からイズミの日（1月23日）まで点灯される大阪府和泉市のイルミネーションイベント。JR和泉府中駅周辺などで開催されている。冬を温かな雰囲気に彩る電飾で、毎年のテーマに沿って飾り付けられた見事なイルミネーションが見られる。初日は点灯式の式典が行われ、ダンスやライブなどのスペシャルなステージが楽しめる。

## 公共施設

### 文化・教育・交流施設

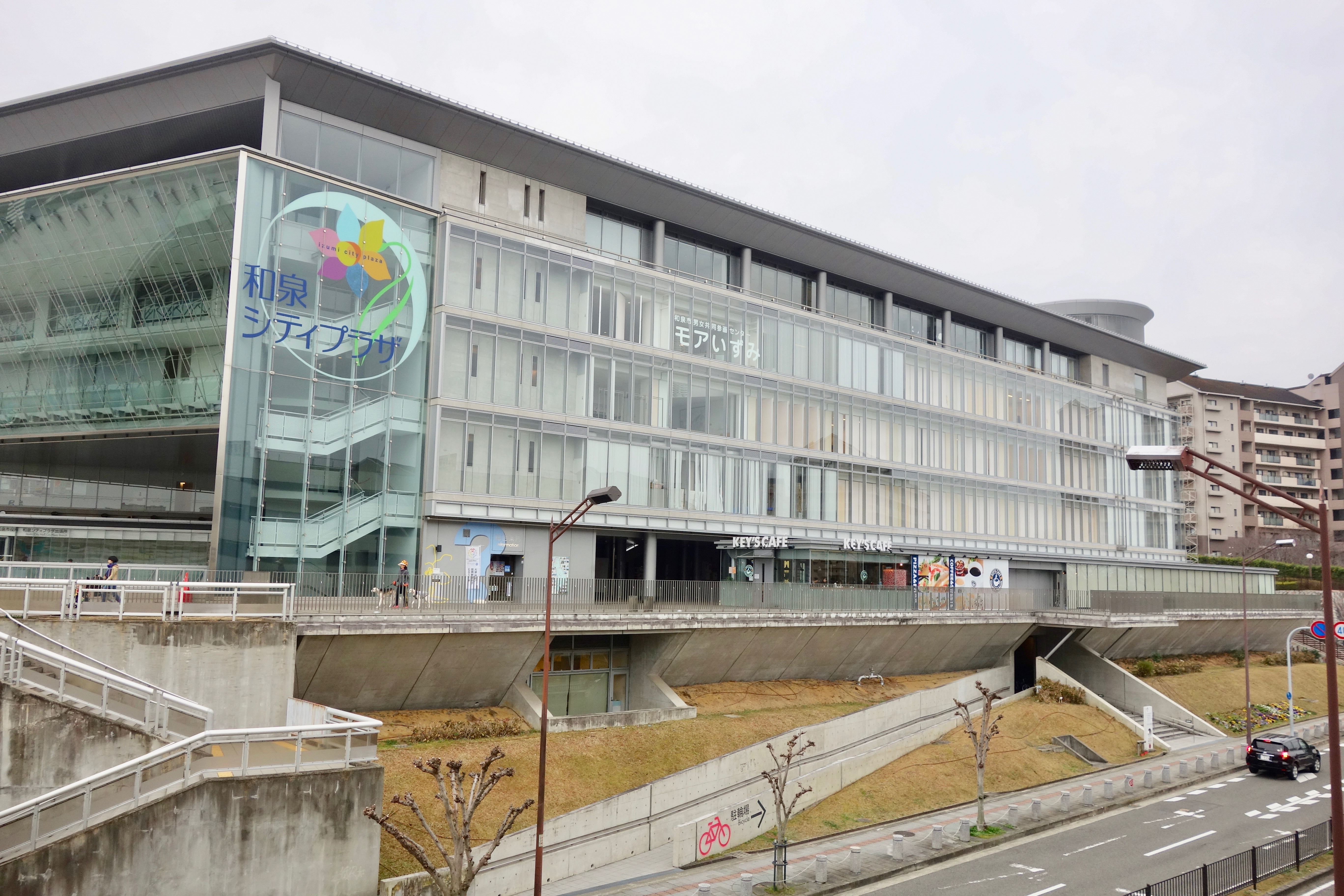
和泉シティプラザ

- 和泉シティプラザ（2003年にオープンした。和泉中央地区を代表する施設で、生涯学習施設・コミュニティセンター・行政サービス施設などを兼ねる。泉北高速鉄道線和泉中央駅の駅前にある）
  - 和泉市役所 和泉シティプラザ出張所
  - 和泉市立シティプラザ図書館
  - 弥生の風ホール：年間を通して著名人などを招いた催しが多数行われる。
  - 生涯学習センター
  - 保健福祉センター
  - 男女共同参画センター モアいずみ
- TRC和泉図書館
- TRC南部リージョンセンター図書室
- TRC北部リージョンセンター図書室
- 和泉市久保惣記念美術館：日本と東洋の古美術・工芸品、西洋絵画などを展示。
- 和泉市立南部リージョンセンター：市役所南部サービスセンターや多目的ホール、図書室、調理実習室、音楽・軽運動室などを設置。また、「いずみ山愛の里」という道の駅が併設されている。
- 和泉市立総合福祉会館
- 青少年センター
- 勤労青少年ホーム
- 和泉ボランティア市民プラザ 「アイ・あいロビー」
- 大阪府和泉市テクノステージ産業振興プラザ
- 和泉市立教育センター
- 以下の2施設は市役所の隣にあるが施設は独立している
  - 市民会館
  - コミュニティセンター
- 北部コミュニティセンター
- ゆう・ゆうプラザ（市民文化センター）
  - 人権文化センター図書室（にじのとしょかん）
- 大阪産業技術研究所
- サンライフ和泉
- 信太山青少年野外活動センター：「野外活動の場を提供することにより、健全な青少年育成を図る」ことを目的に設置された、青少年向けの野外活動施設である。設置・管理運営は大阪市がおこなっている。

### 図書館
- 和泉市立図書館
  - 和泉図書館
  - シティプラザ図書館
  - 南部リージョンセンター図書室
  - 北部リージョンセンター図書室
  - にじのとしょかん

### スポーツ施設
- 関西トランスウェイスポーツスタジアム
- 和泉市立市民体育館
- 和泉市立和泉市民球場
- コミュニティ体育館
- 和泉市立光明池球技場
- 光明池緑地運動施設
- 市民プール
- サン燦プール
- 和泉市立テニスコート
- くすのき公園

### 医療関係

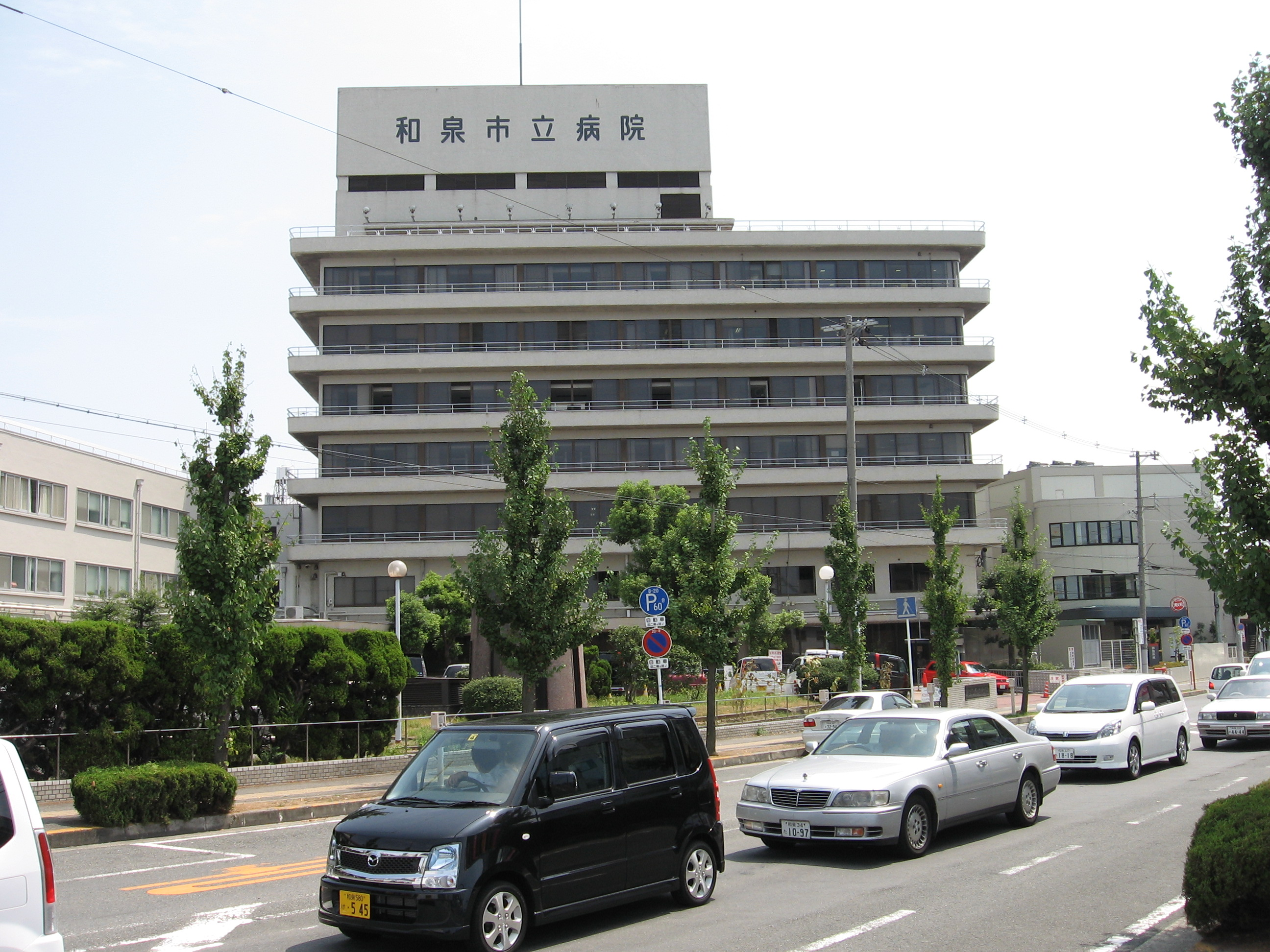
和泉市立病院

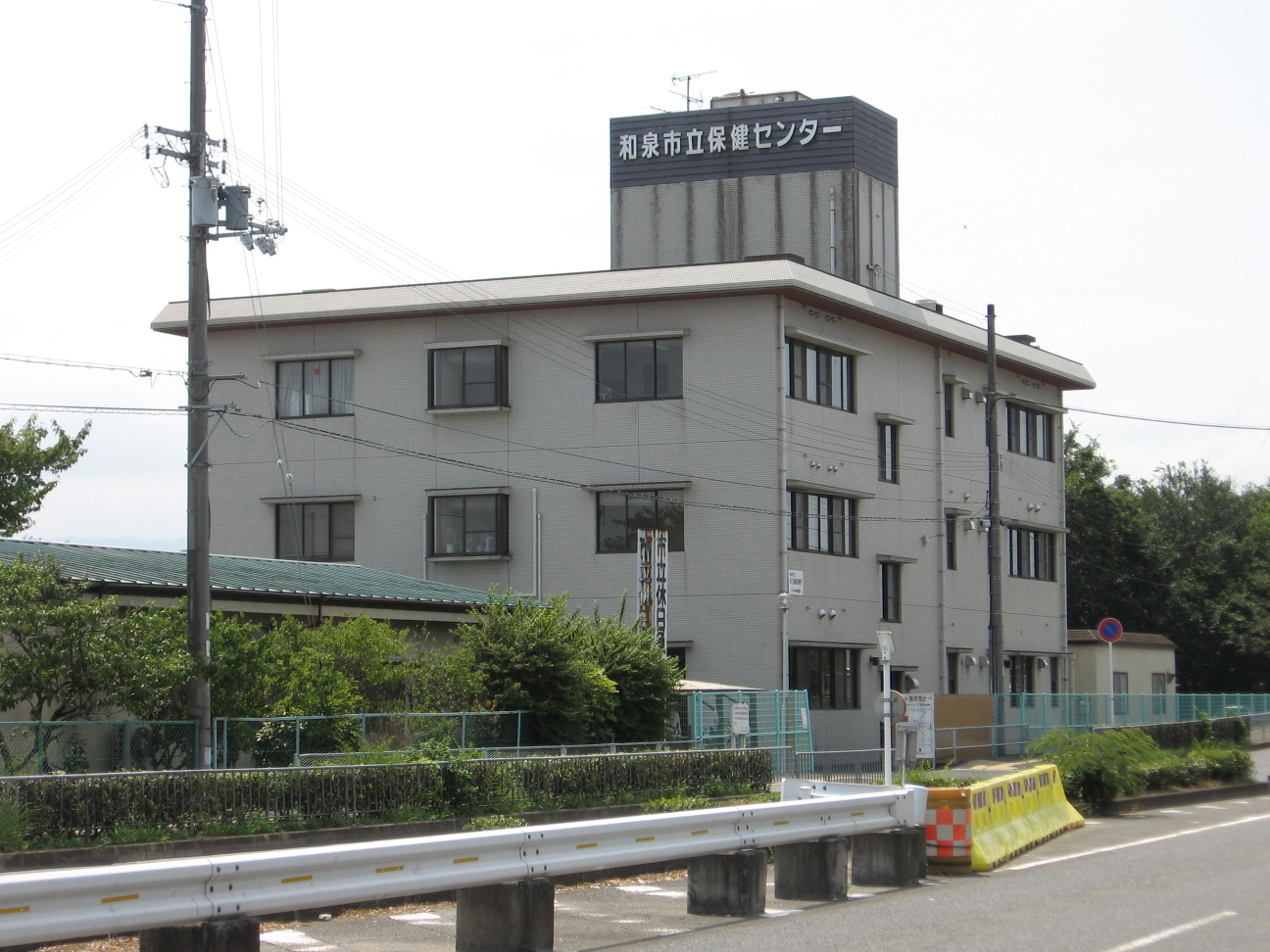
和泉市立保健センター

#### 救急指定病院
市内の救急指定病院は計4ヵ所ある。
- 和泉市立総合医療センター
1963年に公立和泉病院分院（泉大津市、和泉市病院組合）として開院。その後、1972年に「和泉市立病院」へ改称し、正式な病院として発足した。
2018年4月、新築建て直しを経て「和泉市立総合医療センター」へ改称。
- 府中病院
- 咲花病院
- 光生病院

#### 市立・府立の医療機関
- 和泉市立保健センター
- 和泉診療所
- 大阪府和泉保健所
  - 府民健康プラザ
- 大阪府立母子保健総合医療センター
  - 大阪府立母子保健総合医療センター研究所

## 教育
2017年、和泉市初・府内では２番目となる施設一体型の小中一貫教育を行う義務教育学校「和泉市立南松尾はつが野学園」が新しく開校した。通学区域は、宅地造成が進み過大規模となっていたはつが野地域の一部と、新規開校に伴い統合され閉校する南松尾中学校・南松尾小学校の校区。また同年より、市内全校区において小中一貫教育が実施されている。
市内の小・中学校全校において「自校調理」による完全給食を実現している。

### 大学
- 桃山学院大学
  - 松尾寺グラウンド

### 高等学校
公立の高等学校は3校。私立校は存在しない。
- 大阪府立伯太高等学校
- 大阪府立和泉総合高等学校
- 大阪府立信太高等学校

### 中学校
市内には9の公立校がある。私立中学校は存在しない。

| - 和泉市立和泉中学校 - 和泉市立郷荘中学校 - 和泉市立北池田中学校 - 和泉市立南池田中学校 | - 和泉市立光明台中学校 - 和泉市立石尾中学校 - 和泉市立槇尾中学校 - 和泉市立富秋中学校 | - 和泉市立信太中学校 |

### 義務教育学校
- 和泉市立南松尾はつが野学園
- 和泉市立槇尾学園

### 小学校
市内には20の公立校がある。

| - 国府小学校 - 和気小学校 - 芦部小学校 - 伯太小学校 - 黒鳥小学校 - 池上小学校 - 北池田小学校 | - いぶき野小学校 - 南池田小学校 - 緑ケ丘小学校 - 青葉はつが野小学校 - 光明台南小学校 - 光明台北小学校 - 北松尾小学校 | - 横山小学校 - 南横山小学校 - 幸小学校 - 信太小学校 - 鶴山台南小学校 - 鶴山台北小学校 |

※1 南池田小学校は、和泉市で唯一文部科学省認定のフロンティアスクールである。
※2 南横山小学校については2006年度より、「小規模特認校制度」が導入された。
- 関連情報

### 特別支援学校
- 大阪府立和泉支援学校

### 学校教育以外の施設

#### 幼稚園
公立幼稚園
- 国府幼稚園
- 伯太幼稚園
- 北池田幼稚園
- 北松尾幼稚園

私立幼稚園

| - 和泉幼稚園 - 和泉カトリック幼稚園 - 和泉緑ケ丘幼稚園 - 鶴山台国際幼稚園 | - 鶴山台明徳幼稚園 - 聖ヶ岡幼稚園 - ひばり幼稚園 - 双百合幼稚園 |

#### 保育園
公立保育園

| - 国府第一保育園 - 国府第二保育園 - 和泉保育園 - 芦部保育園 - 北池田保育園 | - 緑ケ丘保育園 - 北松尾保育園 - くすのき保育園 - 鶴山台第一保育園 |

私立保育園
- みなまつ保育園
- 夜間保育園いぶきのほしぞら

#### 認定こども園
幼保連携型

| - あいしゅう幼稚園 - 池上わかばこども園 - 和泉チャイルド幼稚園 - いぶきのPreSchool - 上代幼稚園 - Kidsまゆみ | - クレアール保育園 - さいわいこども園 - 信太保育園 - 新光明池幼稚園 - すいせん保育園 | - たつのおか保育園 - てらかど保育園 - はつがの国際こども園 - ひかりGreenWell - 横山きのみ保育園 |

幼稚園型
- 光明台幼稚園

#### 小規模保育事業
- みのり小規模保育園

#### 職業能力開発校（職業訓練施設）
- 大阪府立南大阪高等職業技術専門校
- オンテックス・テクニカルスクール

#### その他
- 光明池自動車教習所
- ひばりスイミングスクール

## 交通

### 鉄道路線
中心となる駅：JR和泉府中駅、南海和泉中央駅
西日本旅客鉄道（JR西日本）
 阪和線
- （天王寺、京橋方面） - 北信太駅 - 信太山駅 - 和泉府中駅 -（和歌山、紀伊田辺方面）

南海電気鉄道
■ 泉北線
- （中百舌鳥、難波方面） - （光明池駅） - 和泉中央駅

※光明池駅の所在地は堺市であるが、和泉市との市境に近く和泉市民の利用も多い。

### 最寄りの空港
- 関西国際空港
南海泉北線の和泉中央駅・光明池駅より、リムジンバスが出ている。南海バスが「Sorae（ソラエ）」という名称で運行しており、所要時間は約30分ほど。またJR阪和線の和泉府中駅からは、在来線にて約25分、特急はるかでは約13分で到着する。
- 大阪国際空港（伊丹空港）
和泉中央駅・光明池駅より、南海バスと大阪空港交通の共同運行によるリムジンバスが出ていたが、2006年5月10日に廃止され（同年5月9日をもって運行終了）、これに伴い大阪府南部から大阪国際空港へ向かうリムジンバスは無くなった。現在の移動手段は、鉄道、自家用車、大阪市内から出発するリムジンバスのみである。

### バス

#### 路線バス
- 南海バス
  - 光明池営業所の管轄で（天野山線のみ河内長野営業所）、和泉市内のほとんどの路線バスを運行している。南海本線泉大津駅や和泉府中駅前と和泉中央駅を結ぶ路線や、北信太駅・光明池駅・和泉中央駅と近隣の施設や住宅地を結ぶ路線がある。一方、横山・南松尾地区の大半の路線は廃止され、和泉市が維持運行バスを運行している。
- 南海ウイングバス
  - 和泉中央駅と岸和田市内を結ぶ路線を運行している。
- 岸和田観光バス
  - 和泉府中駅と泉大津港を結ぶシャトルバスを運行している。

#### コミュニティバス
めぐ〜るは従来民間路線バスが通っていなかった地域を主に走行している。一方、維持運行バスは民間路線バスの廃止代替バスである。チョイソコいずみはデマンド型交通であるため、予約制となっている。
- めぐ〜る（南海バス運行）
  - 阪和線沿線ルート
  - 小田・和気ルート
  - 山荘・和泉中央ルート
  - 和泉中央・光明池ルート
- 維持運行バス
  - 黒鳥ルート（南海バス運行）
  - 父鬼ルート（岸和田観光バス運行）
  - 春木川ルート（南海バス運行）
  - 春木川・松尾寺ルート（大阪第一交通運行）
- チョイソコいずみ（大阪第一交通運行、予約制）

#### 空港連絡バス
- Sorae（南海バス運行）
  - 和泉市付近では、光明池駅や和泉中央駅を経由し、関西国際空港と結ぶほか、一部の便がりんくうタウン駅前やりんくうプレミアム・アウトレット前を経由する。

#### 高速バス・深夜急行バス
- 南海深夜急行バス（南海バス運行）
  - 梅田・なんば及び中もず駅前を発車し、和泉中央駅などを経由して和泉府中駅に至る。長期運休中。
- サザンクロス和歌山号（南海ウイングバス運行）
  - 和泉中央駅を経由し、東京方面と結ぶ。長期運休中。

### 道路
和泉市には、高速道路を含め複数の幹線道路があり、市外への車でのアクセスは充実している。
高速道路
- 阪和自動車道
  - （至堺IC：大阪方面） - 岸和田和泉インターチェンジ - （至貝塚IC：和歌山方面）
- 堺泉北道路
  - 合併前の旧泉北郡信太村に属する地域を走っている。ただし、市内にインターチェンジは設置されていない。

一般国道
- 国道26号 （第二阪和国道）
大阪・神戸方面 - 阪南・和歌山方面
- 国道170号 （新道（大阪外環状線）および旧道）
藤井寺・八尾・高槻方面 - 熊取・泉佐野方面
- 国道480号
泉大津方面 - 紀の川・高野山・有田方面

大阪府道
- 大阪府道20号枚方富田林泉佐野線（市内全域で国道170号旧道と重複）
- 大阪府道30号大阪和泉泉南線
- 大阪府道36号泉大津美原線（市内全域で「堺泉北道路」と重複）
- 大阪府道38号富田林泉大津線（通称『泉北1号線』）
- 大阪府道61号堺かつらぎ線（通称『泉北2号線』）
- 大阪府道208号堺泉北環状線
- 大阪府道216号和田福泉線
- 大阪府道223号三林岡山線（別称・泉州山手線）
- 大阪府道226号父鬼和気線
- 大阪府道228号槇尾山仏並線
- 大阪府道230号春木岸和田線

主要市道
- 和泉市道光明池春木線
- 和泉市道和泉中央線
- 和泉市松尾山農免道路
- 和泉市道唐国久井線

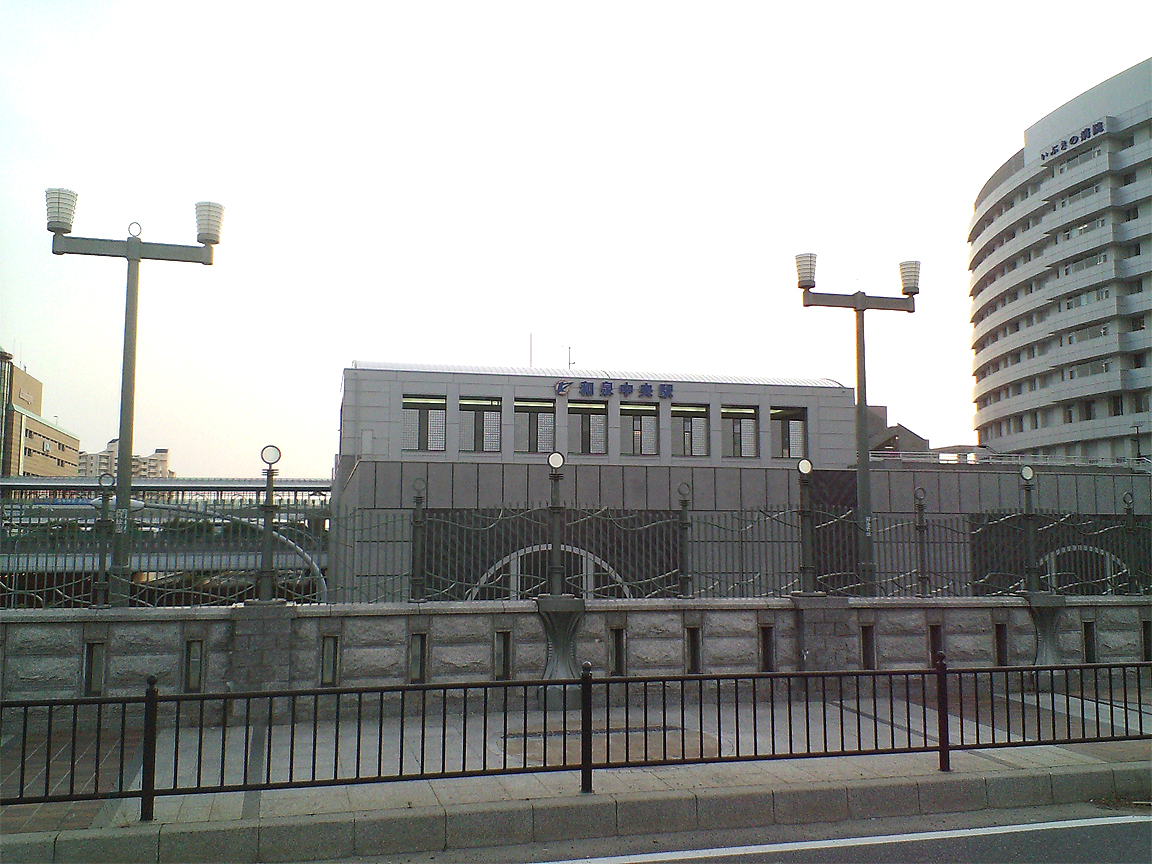
泉北高速線 和泉中央駅 現在の和泉市の中心市街地は、和泉中央駅の周辺である。
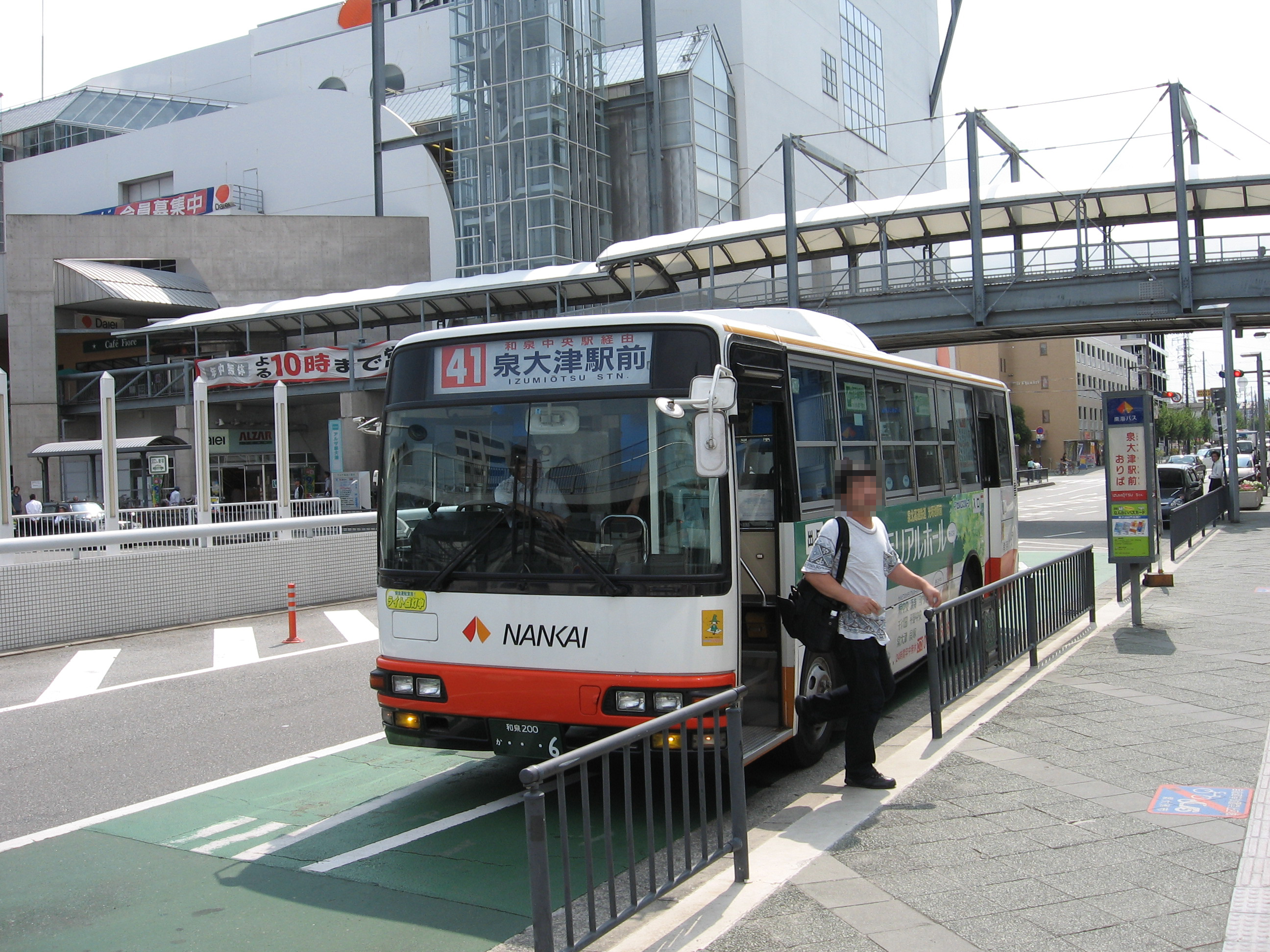
南海バスは、市民の生活に欠かせない足となっている。
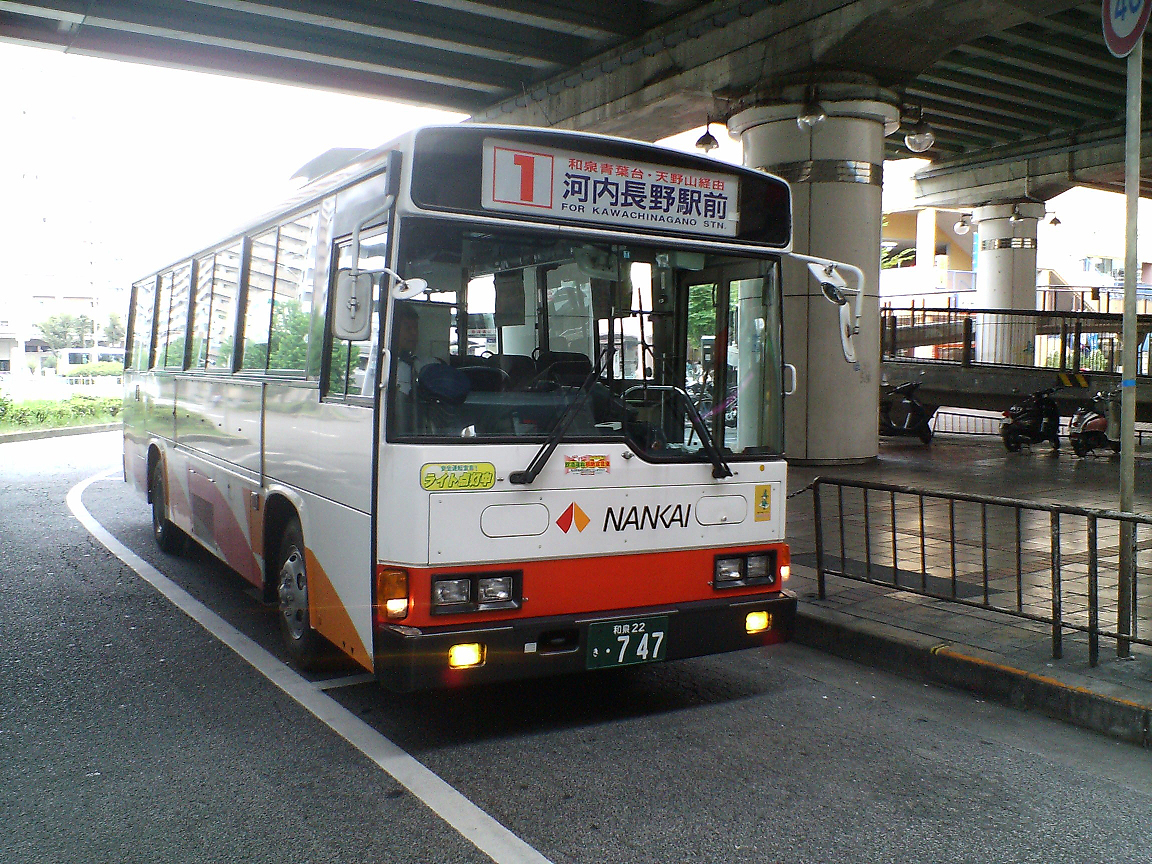
光明池駅←→河内長野駅を結ぶバス路線もある。
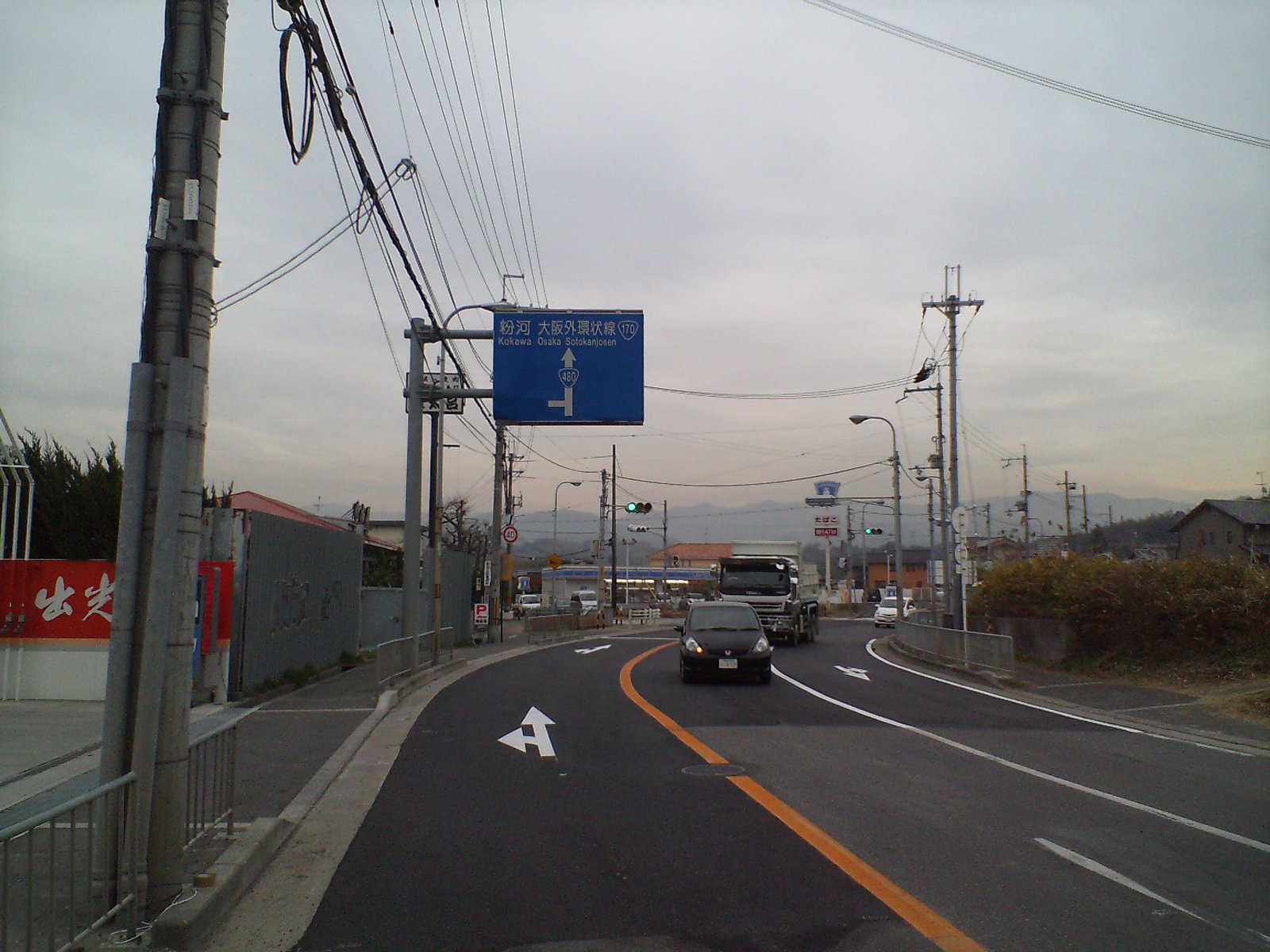
和泉市を縦断する国道480号
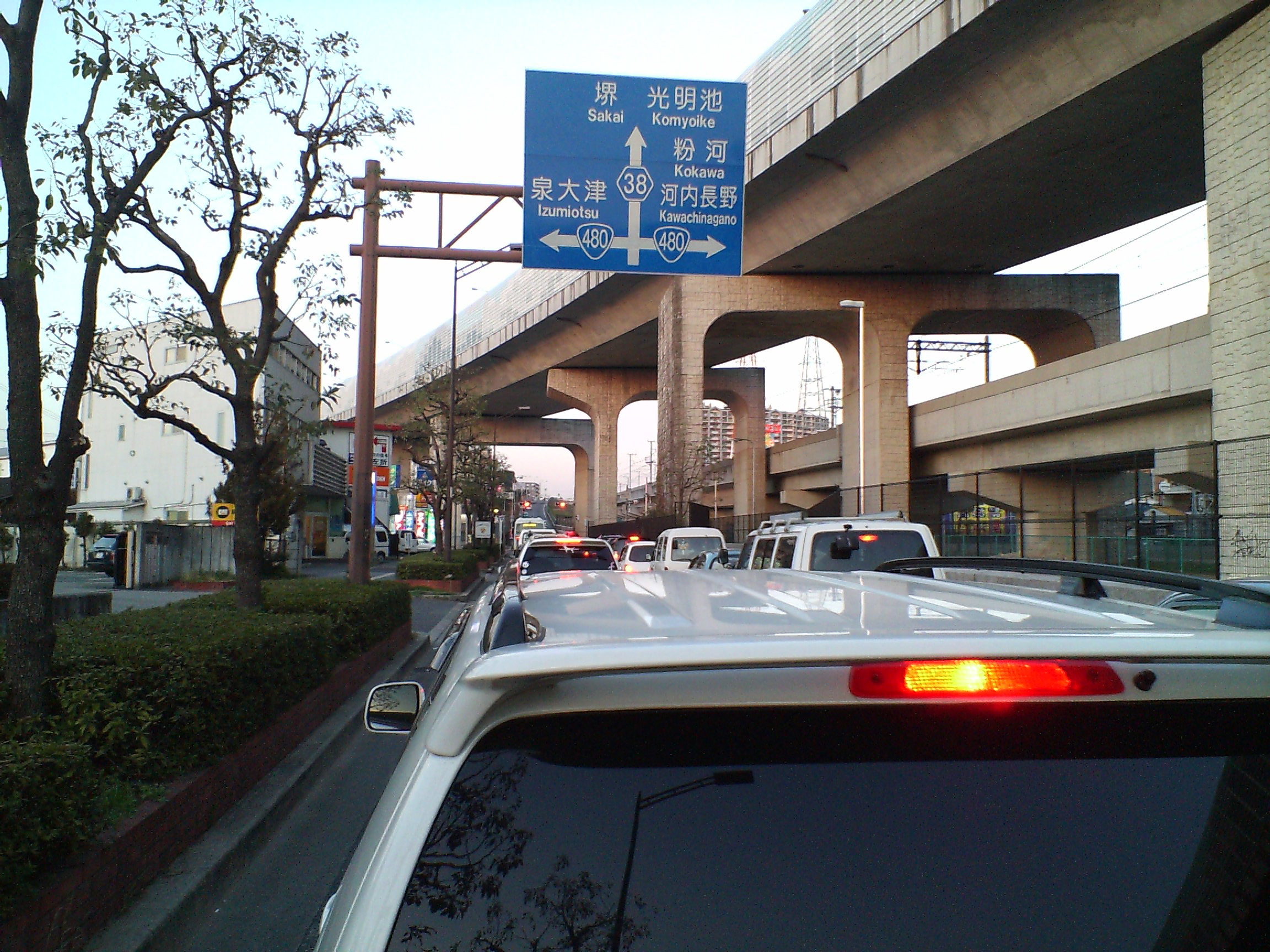
大阪府道38号富田林泉大津線 （泉北1号線）

### 最寄の船舶
- フェリー
  - 隣の泉大津市にある泉大津港（堺泉北港）から阪九フェリーが毎日運航されている。

## 著名な出身者
- 光明皇后 - 聖武天皇の皇后。伝説上において光明池の名の由来とされる。
- 田代純 - NHKアナウンサー
- 森富美 - 日本テレビアナウンサー
- 土井悠平 - フリーアナウンサー
- 藤原寛 - テレビプロデューサー、吉本興業代表取締役副社長
- 田丸麻紀 - 女優
- 山本富士子 - 女優
- 伊央里直加 - 元宝塚歌劇団男役スター
- 辻茜 - ミュージカル俳優
- 桑原将志 - 横浜DeNAベイスターズ所属プロ野球選手
- 立石充男 - 中日ドラゴンズ二軍野手総合コーチ
- 山村善則 - 元南海ホークス所属プロ野球選手
- 西村歩 - 競艇選手
- 冨尾享平 - 競輪選手、元アメリカンフットボール選手
- 京口紘人 - プロボクサー、現IBF世界ミニマム級王者
- 秋山準 - プロレスラー
- スペル・デルフィン - プロレスラー、和泉市議会議員、元大阪プロレス代表
- 緒方雅史 - 漫才師、Over Drive
- 稲田美紀 - 漫才師、紅しょうが
- 藤原真理 - チェリスト
- 藤原さとし - 漫画家
- 風野潮 - 児童文学作家
- 和田貞夫 - 元衆議院議員、細川内閣時代の通商産業政務次官
- 森元恒雄 - 参議院議員
- 北條豊和 - 建築家
- 今掛航貴 - プロサッカー選手
- 河田篤秀 - プロサッカー選手
- ツネ - お笑い芸人、元2700、チームカジサックメンバー

## ゆかりのある人物
- 松下幸之助 - パナソニック創業者。和泉市内田町に疎開していた時期あり。
- 川上量生 - ドワンゴ創業者・代表取締役会長。カドカワ株式会社代表取締役。育ちが和泉市。
- 斉藤祐子 - 声優、元お笑いタレント。
- 藤田まこと - 俳優。育ちが和泉市。
- 長渕剛 - 歌手。弥生町に住んでいた時期あり。
- KANA-BOON - ロックバンド。当時メンバーが通学していた和泉市内の高校で結成。
- 西加奈子 - 小説家。光明台に住んでいた時期あり。
- Gamma - プロレスラー。王子町在住。
- 早坂好恵 - タレント、スペル・デルフィン夫人。
- 喜多修平 - アニメソング歌手。育ちが和泉市。